# Заднемоторная, заднеприводная компоновка

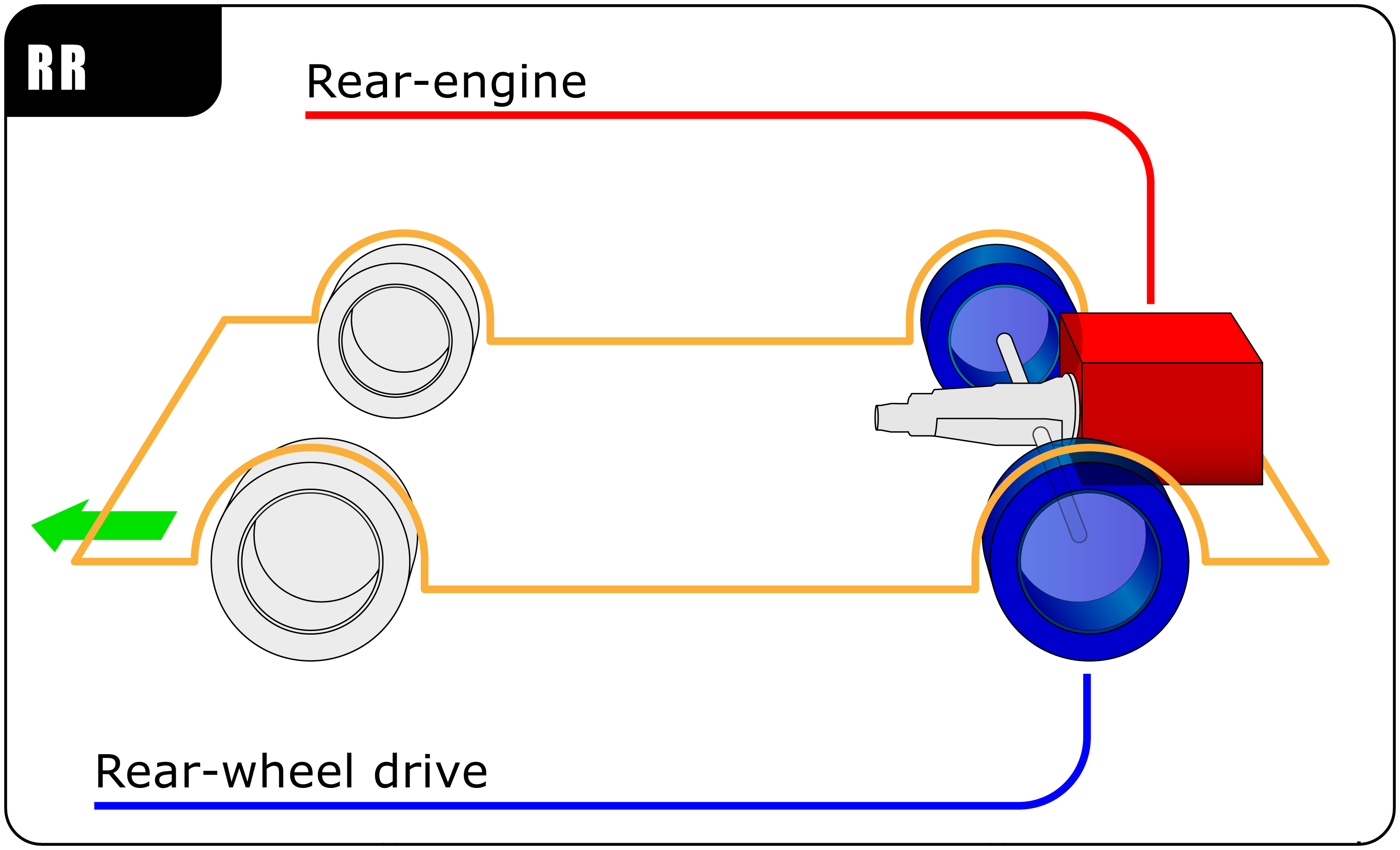
Схема автомобиля с заднемоторной, заднеприводной компоновкой (ЗЗ)

Заднемоторная, заднеприводная компоновка (англ. rear-engine, rear-wheel-drive), сокращённо ЗЗ (англ. RR) — разновидность компоновки автомобиля, при которой двигатель внутреннего сгорания располагается в задней части автомобиля, а ведущими являются задние колёса. В отличие от задней среднемоторной, заднеприводной компоновки, центр масс двигателя располагается между задней осью и задним бампером автомобиля. Компоновка была распространена на массовых легковых автомобилях (преимущественно микролитражных) в течение XX века, в настоящее время она сохранилась преимущественно на автобусах.

## Общая характеристика
Большая часть особенностей заднемоторной заднеприводной компоновки схожи с задней среднемоторной заднеприводной компоновкой. Размещение двигателя рядом с задней осью, которой передаётся крутящий момент, обеспечивает лучшую управляемость небольшим, лёгким и простым автомобилям, поскольку не возникает необходимости в использовании приводного вала, а дифференциал может быть встроен в трансмиссию (т. н. transaxle). Подобное преимущество есть и у автомобилей с переднемоторной, переднеприводной компоновкой.
Поскольку двигатель является самым тяжёлым компонентом автомобиля, размещение его ближе к задней оси приводит к смещению баланса веса всего автомобиля в ту точку и перераспределению. Соотношение веса в машинах с ПП-компоновкой — 65:35 (передняя—задняя часть), в машинах с ПЗ-компоновкой — 55:45, в машинах с СЗ-компоновкой — 45:55, в машинах с ЗЗ-компоновкой — 35:65. Вес сзади требует меньшего смещения баланса в сторону передних тормозов, поскольку нагрузка более ровно распределяется между всеми четырьмя колёсами при торможении. Более того, у ведущих колёс при ускорении будет лучше сцепление, что позволит им передавать больше энергии поверхности, а машине — быстрее разгоняться.
Недостатком подобной компоновки является тенденция к заносу (избыточной поворачиваемости), особенно при снижении скорости (когда задействуются тормоза или поднимается дроссельная заслонка, подробнее см. клевок газом). Когда это происходит, то момент инерции приводит к тому, что вес, увеличившийся вдали от оси вращения (обычно от ведущих колёс), будет с большей вероятностью обеспечивать вращение (особенно при торможении). Это изначально заложенная в конструкции нестабильность, которая легко может спровоцировать занос, но преодолеть последствия которой в автомобиле с большим смещением баланса веса назад намного труднее, чем в автомобиле с меньшим смещением веса назад. При резком ускорении сниженный на переднюю ось вес ведёт к меньшему сцеплению, вследствие чего у машин с заднемоторной компоновкой могут наблюдаться проблемы в виде недостаточной поворачиваемости. В таком случае ЗЗ-компоновку можно рассматривать как более жёсткую по сравнению с ЗСЗ-компоновкой — с более резким торможением, более быстрым разгоном, избыточной поворачиваемостью и рисками заносов.
При офф-роуд-движении и движении с недостаточным сцеплением ЗЗ-компоновка обладает рядом преимуществ по сравнению с другими компоновками заднего или переднего привода. Вес смещается в область, где располагаются ведущие колёса и двигатель (как и в ПП-компоновке). Это улучшает сцепление ведущих колёс и снижает вероятность того, что ведомые колёса увязнут. Помимо этого, снижается вероятность потери сцепления как ведущих, так и ведомых колёс. По этой причине многие песчаные багги создаются на основе Volkswagen Beetle. Относительная простота и сниженная масса по сравнению с полным приводом обеспечивают иногда преимущество заднеприводным машинам по сравнению с полноприводными.
Ещё одно отличие от задних среднемоторных заднеприводных автомобилей заключается в том, что в заднемоторной заднеприводной компоновке двигатель располагается за пределами колёсной базы. В связи с этим автомобиль лишается преимущества ЗСЗ-компоновки в лице небольшого крутящего момента, но для размещения пассажиров и багажа отводится больше места (хотя при этом его меньше, чем в переднемоторных заднеприводных). Поскольку обе оси находятся по одну сторону от двигателя, при ЗЗ-компоновке технически возможно управлять всеми четырьмя колёсами, в отличие от среднемоторного автомобиля. Наконец, во время движения позади двигателя находится воздух, что улучшает показатели для автомобилей с воздушным охлаждением (примерами таковых машин являются Volkswagen Beetle и Porsche 930, одна из редких машин с турбонаддувом и воздушным охлаждением). Для автомобилей с жидкостным охлаждением, однако, такая компоновка является недостатком, поскольку она требует либо повышенную подачу охлаждённой жидкости из установленного спереди радиатора (это увеличивает массу машины и сложность конструкции), либо переустановки радиатора сбоку или сзади, а также добавления воздуховода для компенсации низкого потока воздуха в задней части автомобиля.
В связи с трудностями управления, необходимости расширения свободного места и постоянного использования двигателей с жидкостным охлаждением в современных автомобилях многие автопроизводители отказались от ЗЗ-компоновки. Редким исключением стала компания Porsche, выпускавшая как классический Porsche 911, так и его переходные модели: в последующих моделях удалось сохранить преимущества заднемоторной, заднеприводной компоновки, но в то же время устранить недостатки с помощью различного электронного оборудования. В 1950-м предприятие Volkswagen AG выпустило лёгкий коммерческий автомобиль Volkswagen Typ 2 с вагонной компоновкой при которой водитель располагался над передней осью и уравновешивал вес разположенного в заднем свесе двигателя, а горб моторного отсека сзади компенсирована широкая боковая дверь. Данная концепция ЗЗ-компоновки получила окончательное оформление на традиционных моделях Volkswagen после выхода в 1961 году модели Volkswagen Typ 3 у которого относительно небольшая высота моторного отеска благодаря «боксеру» позволила выпустить модификацию Variant с кузовом типа универсал, у которого кроме обычного багажного отсека был ещё и багажник спереди. На более современных среднеразмерных моделях серии Volkswagen Typ 4 (VW 411 и VW 412) ЗЗ-компоновка сочеталась с таким прогрессивным решением как передняя подвеска типа Макферсон, но из-за Нефтяного кризиса 1973 года популярность неэкономичных и недостаточно хорошо управляемых автомобилей марки Volkswagen ЗЗ-компоновки рухнула и западногерманский производитель предпочёл перейти на модели с передним приводом.
Развитие спортивных моделей ЗЗ-компоновки фирмы Porsche началось в 1948 году с родстера Porsche 356 и продолжилось в серии Porsche 911, хотя в наши дни Porsche-911 и сочетает заднемоторнную компоновку с полным приводом. Так с момента выхода модели Porsche 993 все последующие Turbo-модели 911 стали выпускаться исключительно с полным приводом. ЗЗ-компоновка сохранилась у гоночных автомобилей GT2 (двойной турбодвигатель) и GT3.
В 1957–1973 гг. микролитражки ЗЗ-компоновки производила западногерманская компания NSU Motorenwerke (NSU Prinz, NSU Spider, Prinz 4/Prinz 1000, 1000TT/TTS и NSU Typ 110/1200), причём, модель NSU Spider стала в 1963 году первым в мире серийным автомобилем с роторно-поршневым двигателем Ванкеля или РПД.      
С конца 1940-х микролитражные модели ЗЗ-компоновки начала массово производить французская компания Renault (4CV, Dauphine, Floride/Caravelle и R8/R10), которая делала их до 1973 года. Серия спортивных дорожных и гоночных автомобилей с ЗЗ-компоновкой выпускалась также французской компанией Alpine: кузов изготавливался из композитных материалов и использовал механические детали, изготавливавшиеся Renault. В 1961-1978 гг. массовую микролитражку ЗЗ-компоновки Simca-1000 выпускала французская компания SIMCA.
В Италии концерн FIAT начал выпуск микролитражек ЗЗ-компоновки в середине 1950-х (Fiat 600/Multipla, Fiat Nuova 500, Fiat 850, Fiat 126, Fiat 133 и Fiat 600T/850T/900/900E) которые производились до 1982 года.
Первый в США автомобиль ЗЗ-компоновки был выпущен в 1948 году – это был Tucker 48, но серийного производства этой модели компании Tucker Corporation развернуть не удалось. В 1959 году концерн General Motors начал выпуск модели Chevrolet Corvair, которая должна была конкурировать с набиравшим популярность VW 1200, однако, неудачная конструкция задней подвески в сочетании со сравнительно тяжёлым 6-цилиндровым двигателем привела к целой череде катастроф, а после скандальной книги Ральфа Нейдера «Опасен на любой скорости» репутация 33-компоновки оказалась подмоченной и после 1969 года таких автомобилей в США уже не производили.
В Японии в 1950-х – 1980-х массово выпускались микролитражки ЗЗ-компоновки: Hino Contessa, Honda N360/N600, Subaru Rex, Suzuki Fronte. В 1961–2012 гг. компания Subaru производила серию микропикапов и фургонов/микровэнов вагонной компоновки Sambar/Domingo с ЗЗ-компоновкой, причем, с поперечным расположением двигателя в заднем свесе, а с середины 1980-х и с полным приводом (версия 4WD).
В СССР в 1960 году на ЗАЗе было начато производство микролитражки ЗАЗ-965 «Запорожец», созданной безлицензионно по мотивам Fiat-600, которое продолжалось до 1969 года. В 1966 году её дополнила модель ЗАЗ-966, а в 1971-м – модернизированная ЗАЗ-968, выпуск которой в модификации ЗАЗ-968М продолжался Украиной до 1994 года. На базе автомобилей «Запорожец» были созданы многочисленные модификации социального назначения (для инвалидов с частично отсутствующими конечностями).
В 1964–1990 гг. в ЧССР выпускались легковые автомобили Škoda ЗЗ-компоновки, начиная с модели Škoda 1000 MB образца 1964 года и заканчивая линейкой Škoda 130/135/136.
В 1966 году в Великобритании микролитражку Hillman Imp с ЗЗ-компоновкой и кузовом типа хетчбэк выпустил концерн Rootes Group, но модель так и не смогда конкурировать с переднеприводной микролитражкой Mini и в 1975-м была снята с производства, так и оставшись единственным массовым английским автомобилем ЗЗ-компоновки.
В 1960-х, прежде всего в США, стали популярными пляжные спортивно-прогулочные автомобили типа багги, базировавшиеся на агрегатах VW Beetle. Такие автомобили мелкосерийно производятся до сих пор.
В ПНР и позже в Республике Польша по лицензии итальянского концерна FIAT в 1973-2000 гг. производилась микролитражка Polski Fiat 126p, ставшая самой популярной моделью производства этой страны в XX веке.
Ещё один производитель, выпускавший в начале 1980-х машины с ЗЗ-компоновкой — DeLorean Motor Company, ирландский производитель спортивного автомобиля DeLorean DMC-12. Для компенсации неравного распределения веса по осям (35:65), Джон Делореан установил задние колёса большего диаметра по сравнению с передними.
В 1990-х произошёл частичный ренессанс ЗЗ-компоновки в виде ситикаров Smart и Renault Twingo, который производили в трёх поколениях в 1994-2020 гг., но в конечном счёте эта модель была электрифицирована, т.е. стала электромобилем.
Неудачей окончился проект выпуска самого дешёвого автомобиля в мире (с розничной ценой $2100–$2500) с ЗЗ-компоновкой — индийского Tata Nano, представленного в 2008 году и выпускавшегося в 2009–2018 гг.

## Современность
Заднемоторная, заднеприводная компоновка характерна для множества современных электромобилей: среди них выделяются Mitsubishi i-MiEV (снят с производства), BMW i3, Volkswagen ID.3, Smart Forfour и Tesla Model 3 (только заднеприводный вариант). Предполагается, что заднемоторная компоновка будет основной для электропикапов, например, серийного GMC Hummer EV и перспективного Tesla Cybertruck.
Большая часть современных автобусов вагонной компоновки среднего, большого и особо большого классов, городского, пригородного и междугородного назначения также выполнены именно по заднемоторной схеме (применяется на автобусах с 1930-х): так, транзитный автобус может быть полностью или частично (в передних двух третях) выполнен как низкопольных автобусах, что упрощает лицам с ограниченными возможностями вход в автобус. Компоновка «высокопалубных» туристических автобусов и автобусов дальнего следования по силовой установке, в целом, такая же, однако, свободное пространство под полом используется преимущественно для размещения багажа, а иногда и для установки кондиционеров или даже спальных капсул.

## Некоторые примеры
Более подробный список см. здесь

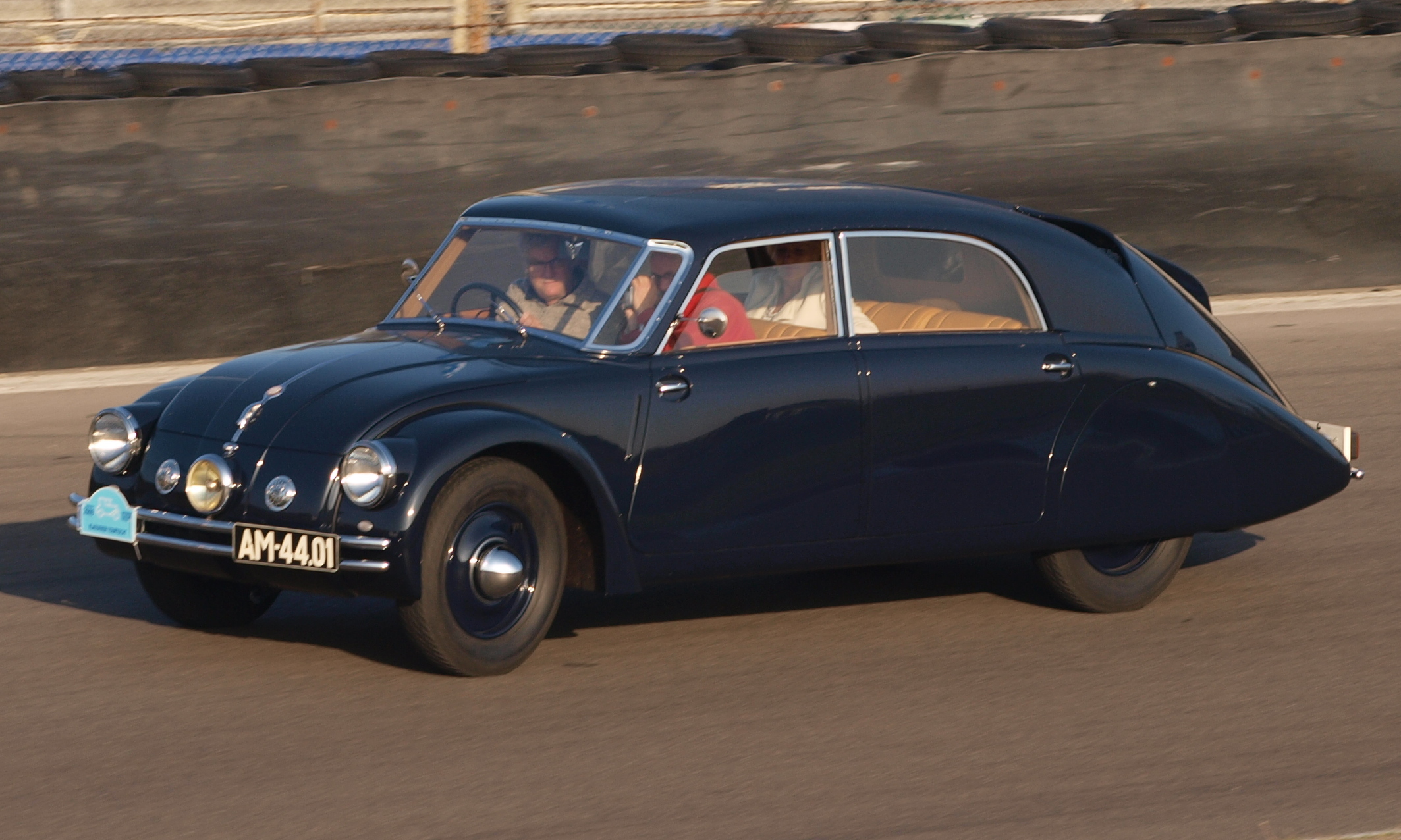
Tatra 77, один из первых обтекаемых автомобилей с ЗЗ-компоновкой
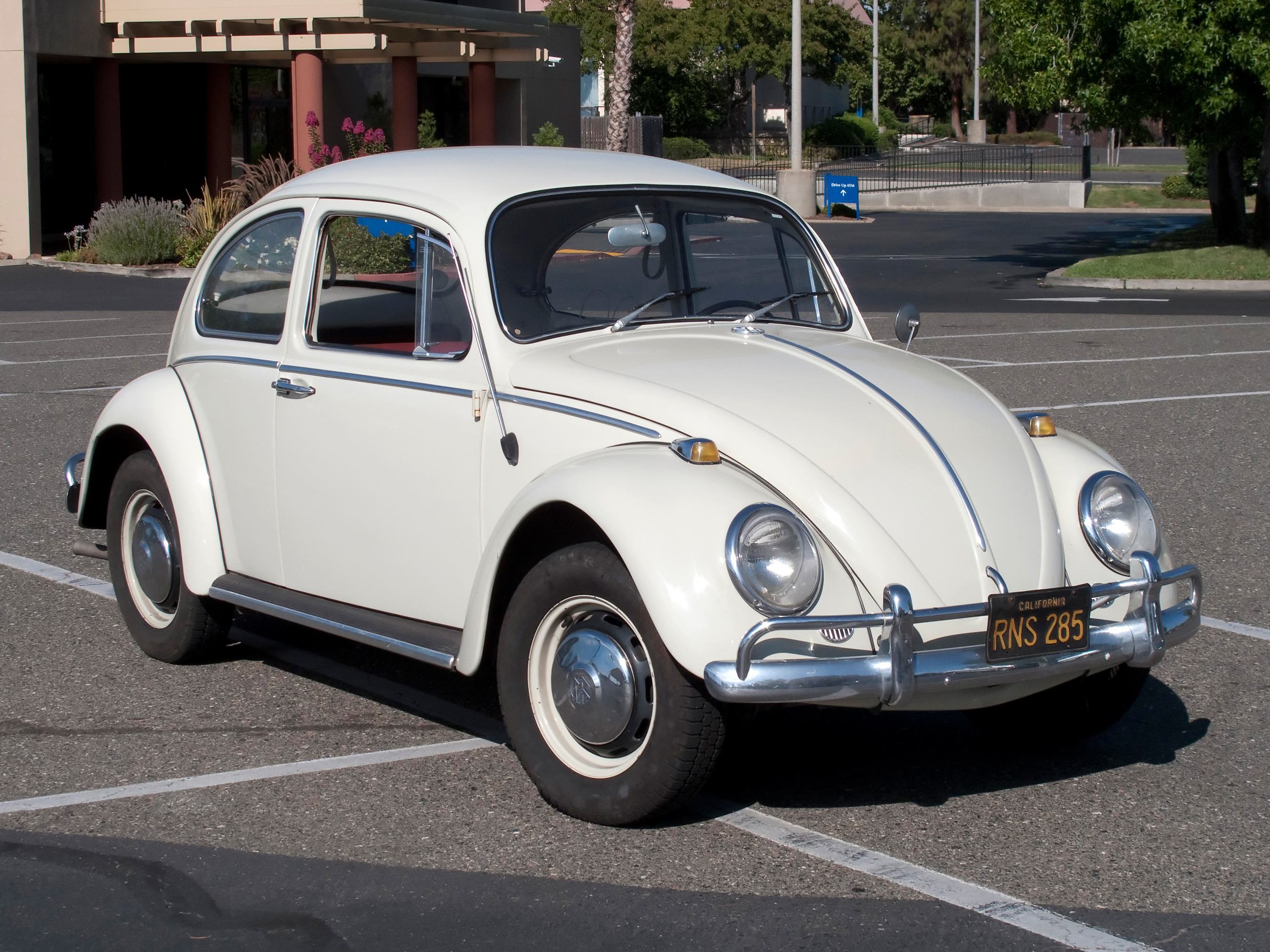
Volkswagen Käfer (VW Type 1)
Система воздушного охлаждения в Volkswagen Käfer (VW Type 1)
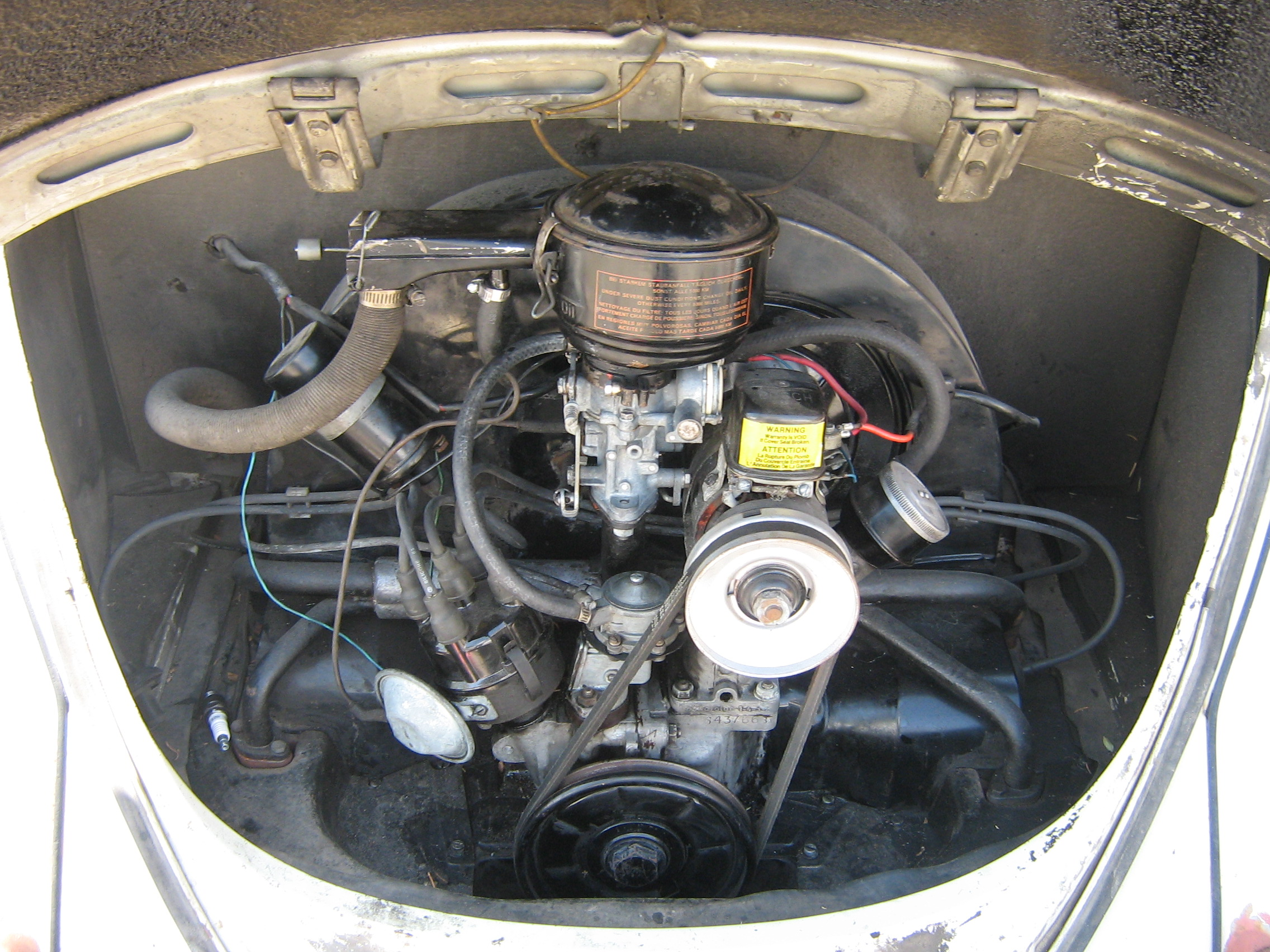
Двигатель Volkswagen Käfer 1962
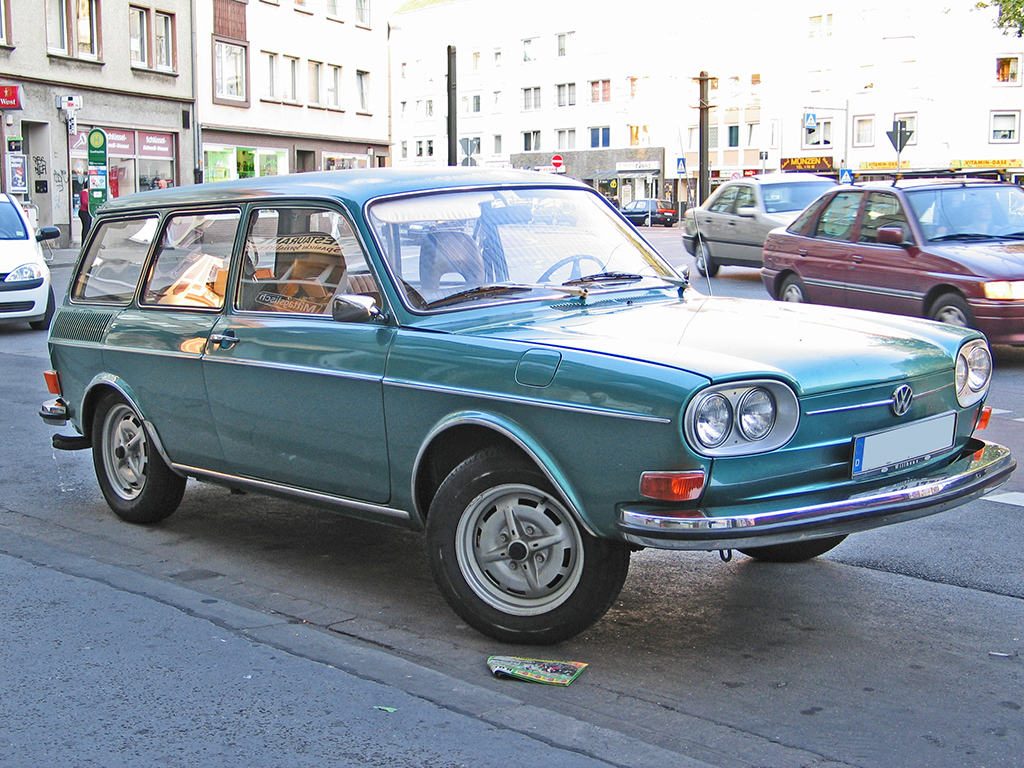
Volkswagen Type 4: Volkswagen 411, Volkswagen 412
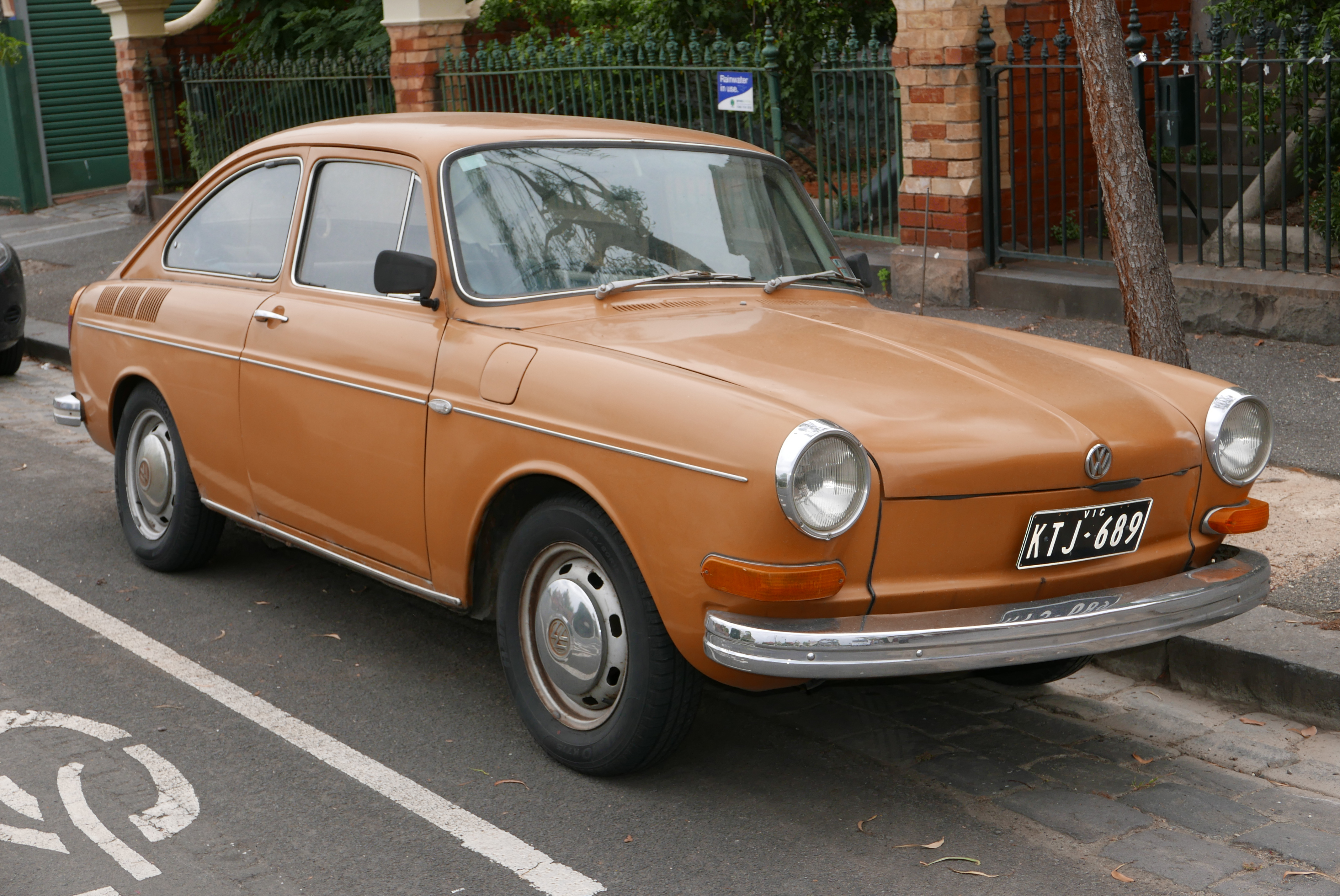
Volkswagen Type 3
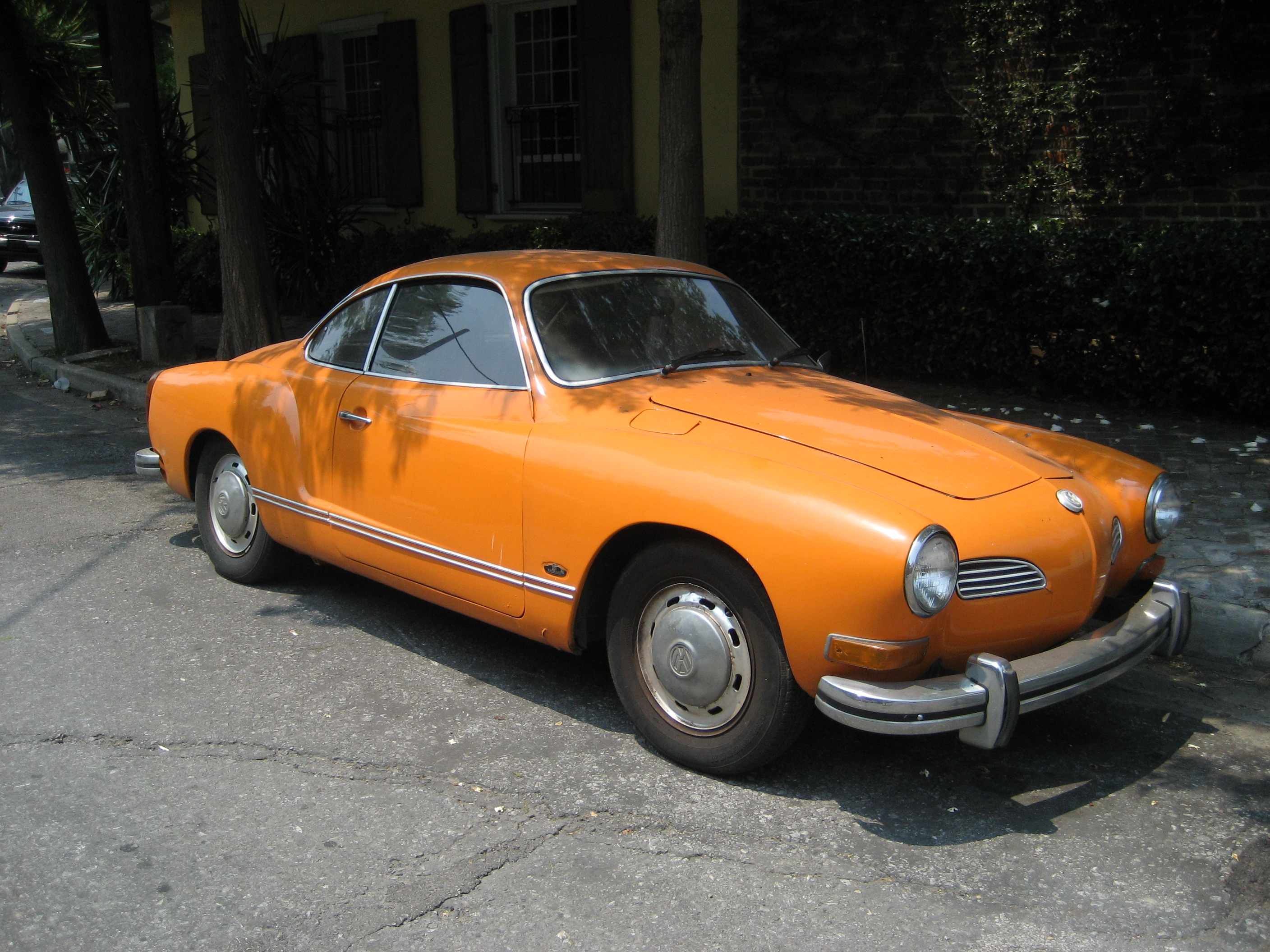
Volkswagen Karmann-Ghia
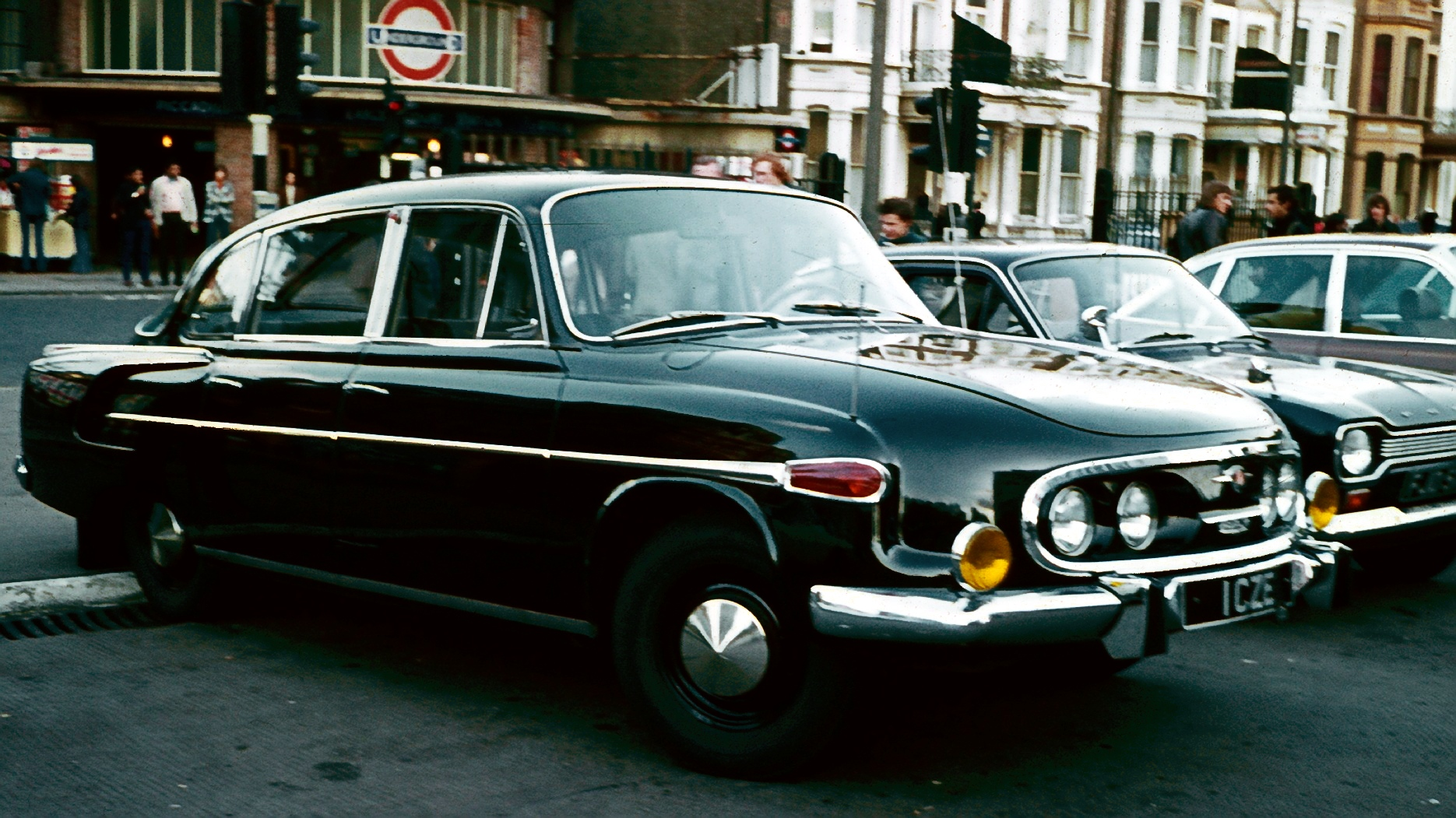
Tatra 603 с ЗЗ-компоновкой
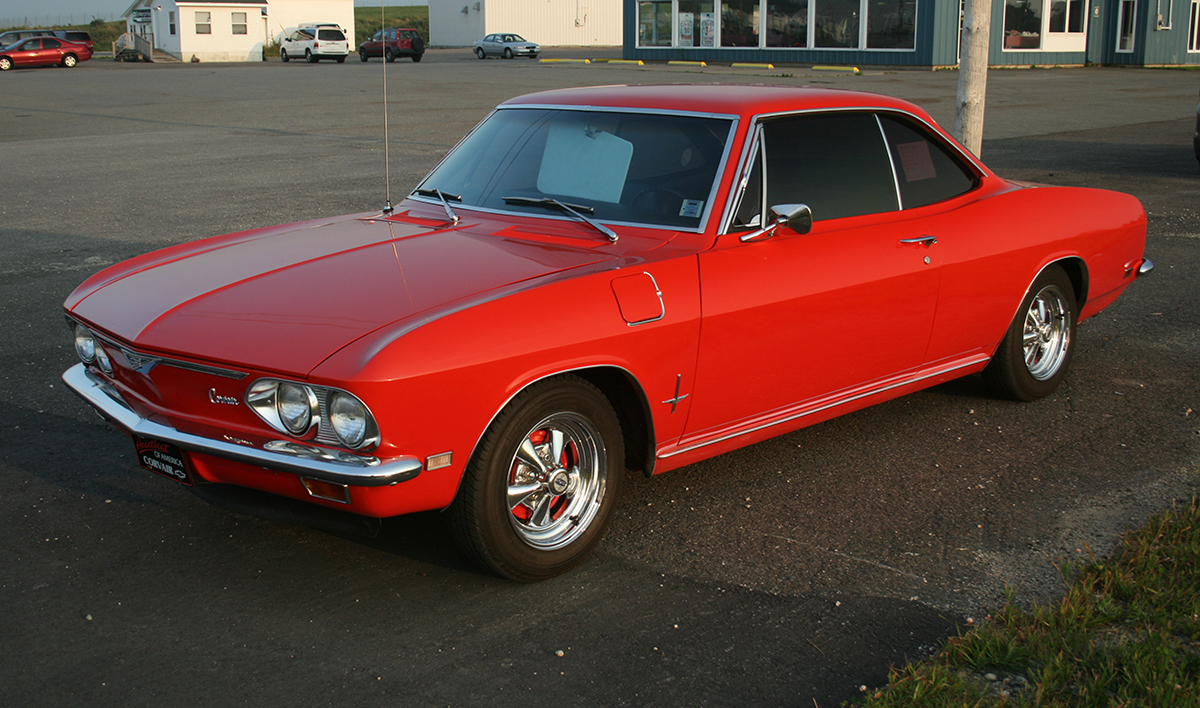
Chevrolet Corvair
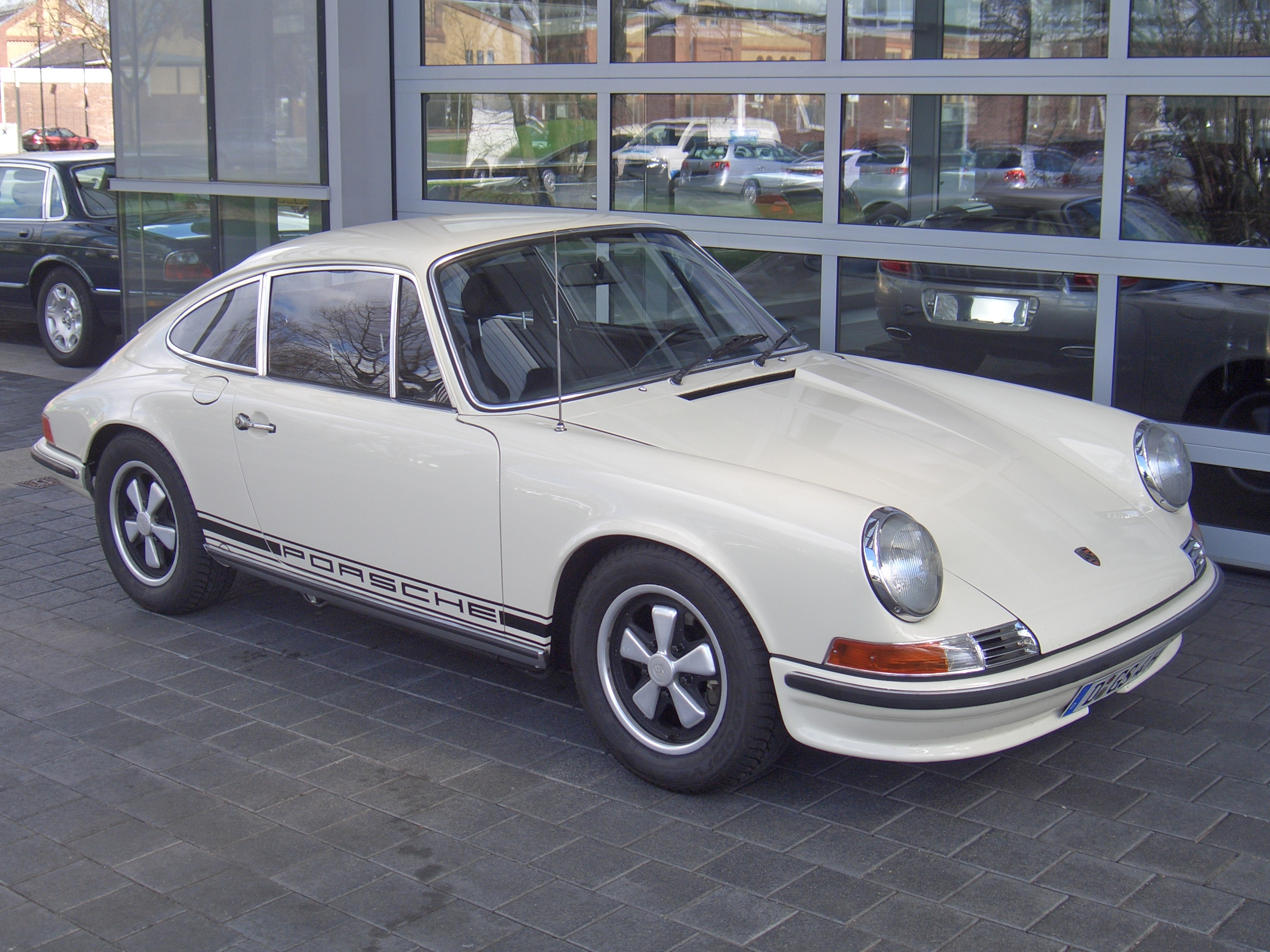
Porsche 911 с ЗЗ-компоновкой (многие современные 911 — полноприводные)
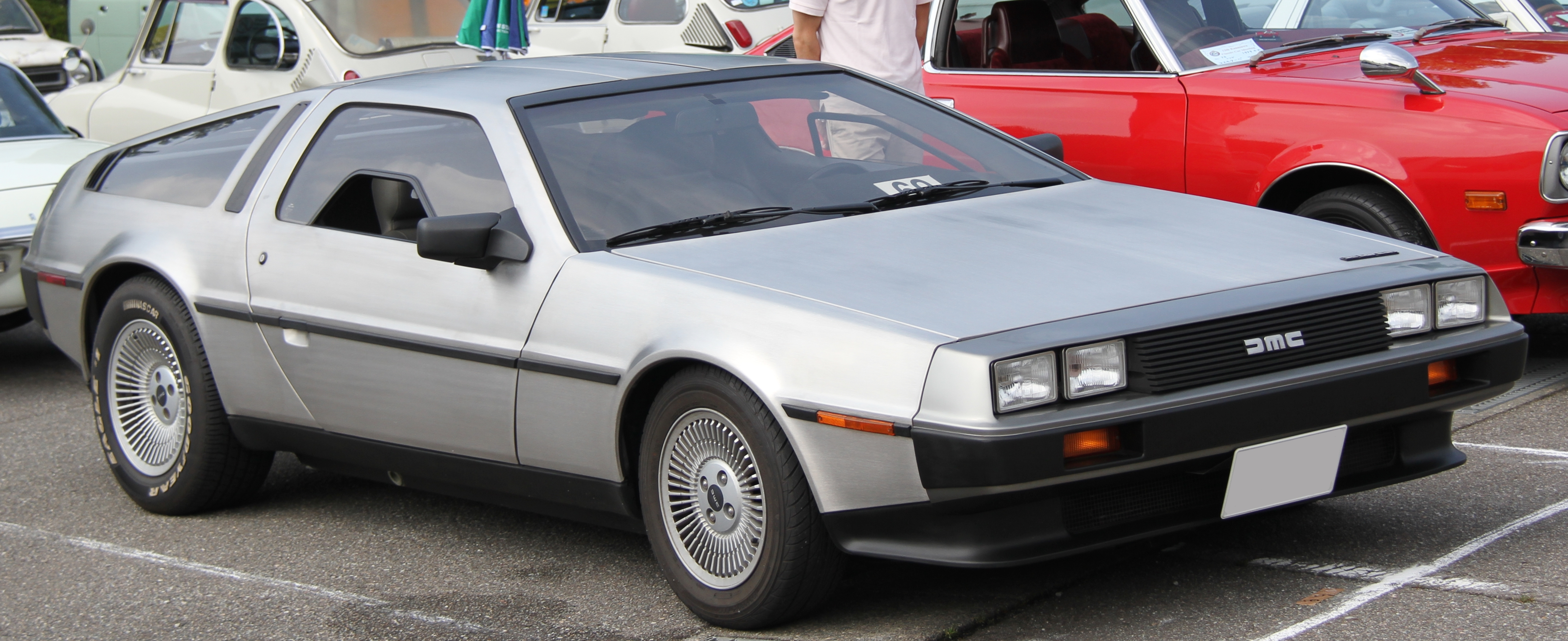
DeLorean DMC-12 с ЗЗ-компоновкой
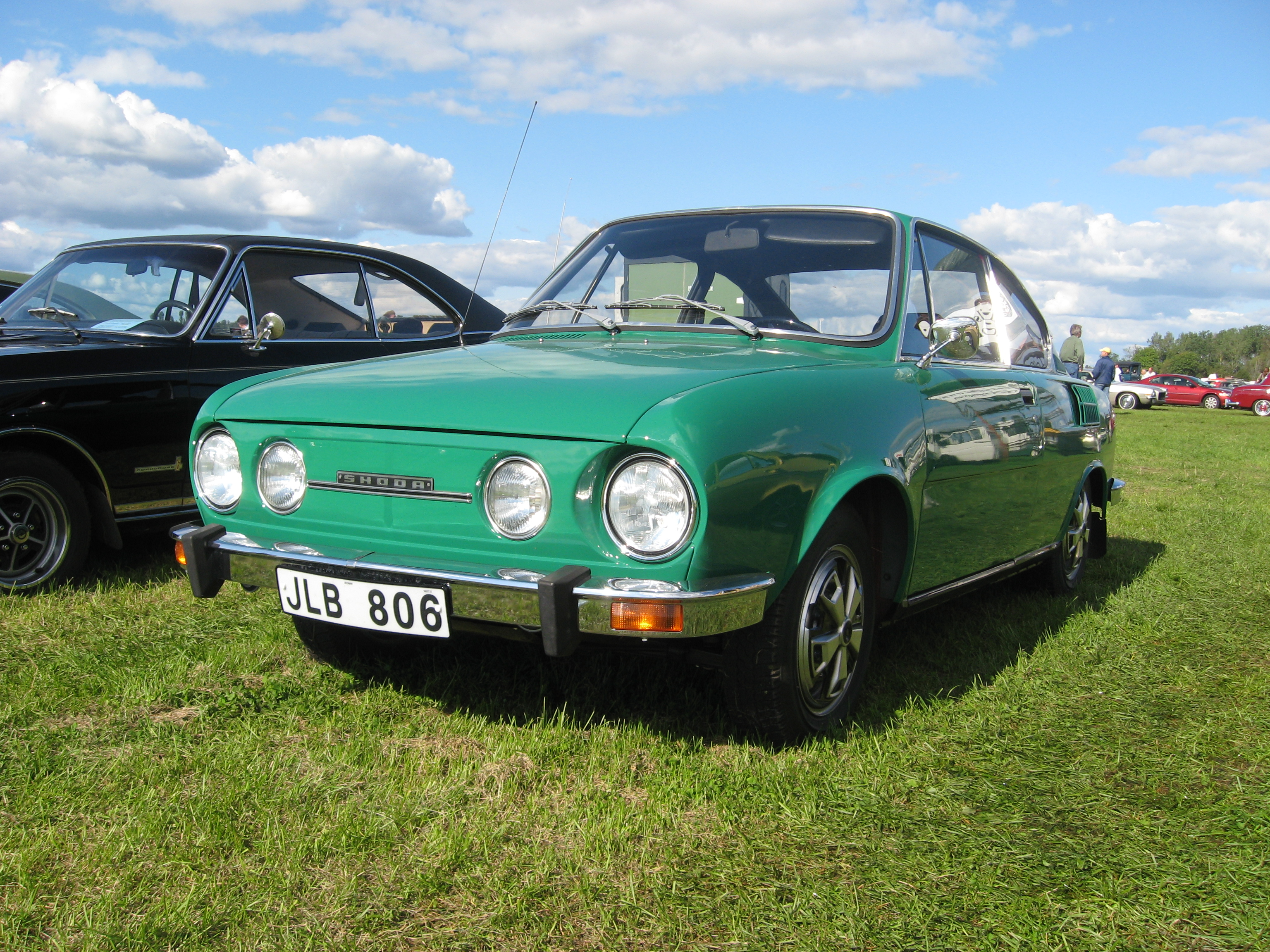
Škoda 110R Coupé[англ.] с ЗЗ-компоновкой
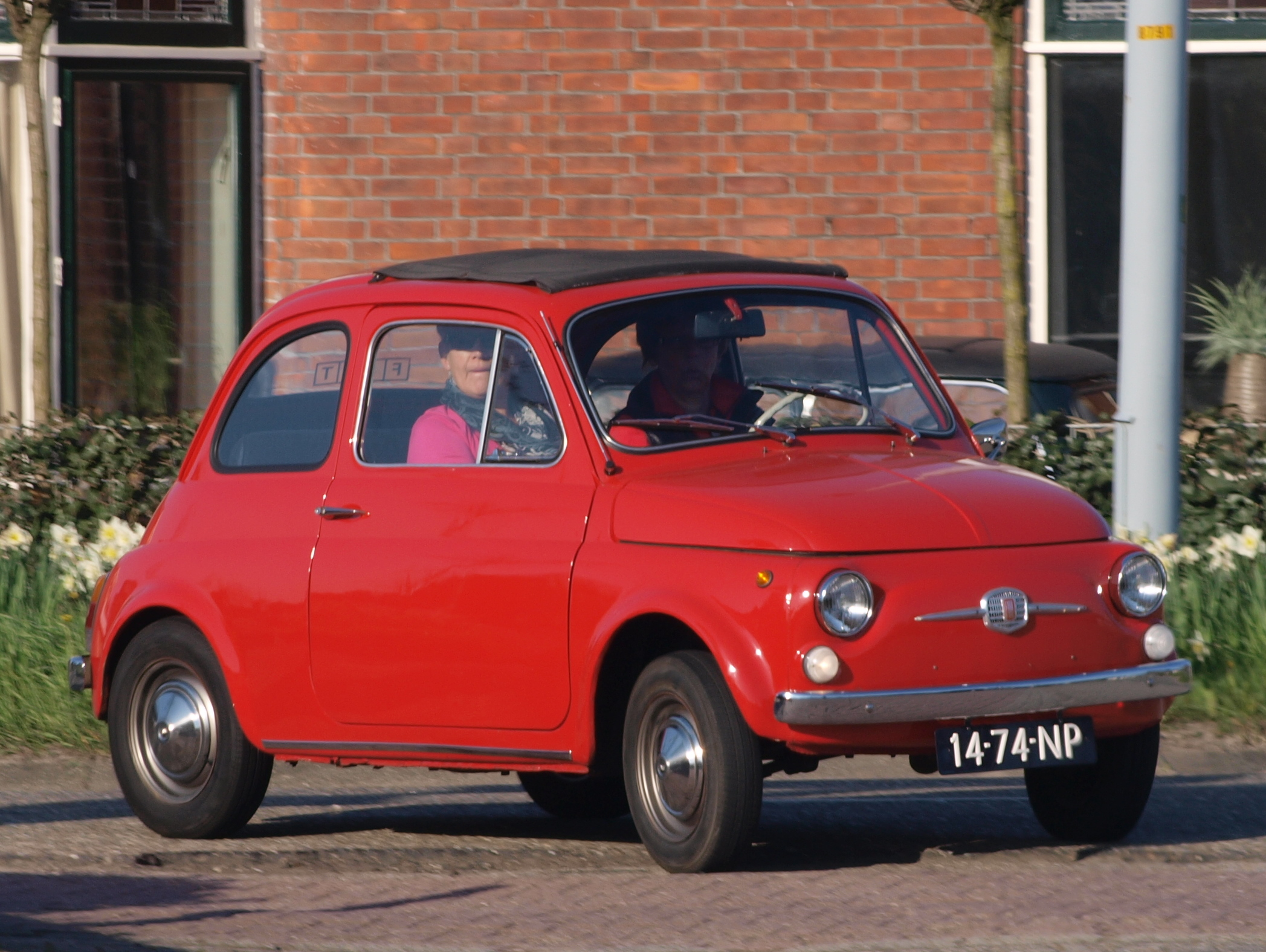
Оригинальный Fiat 500, у которого была ЗЗ-компоновка
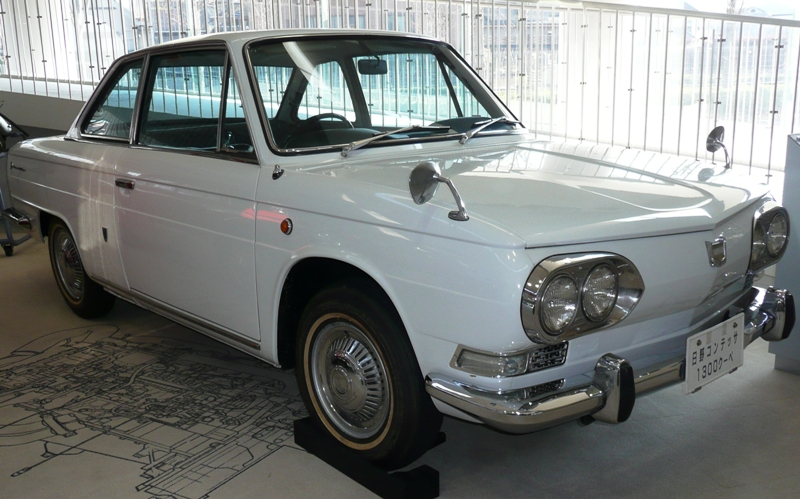
Hino Contessa[англ.]
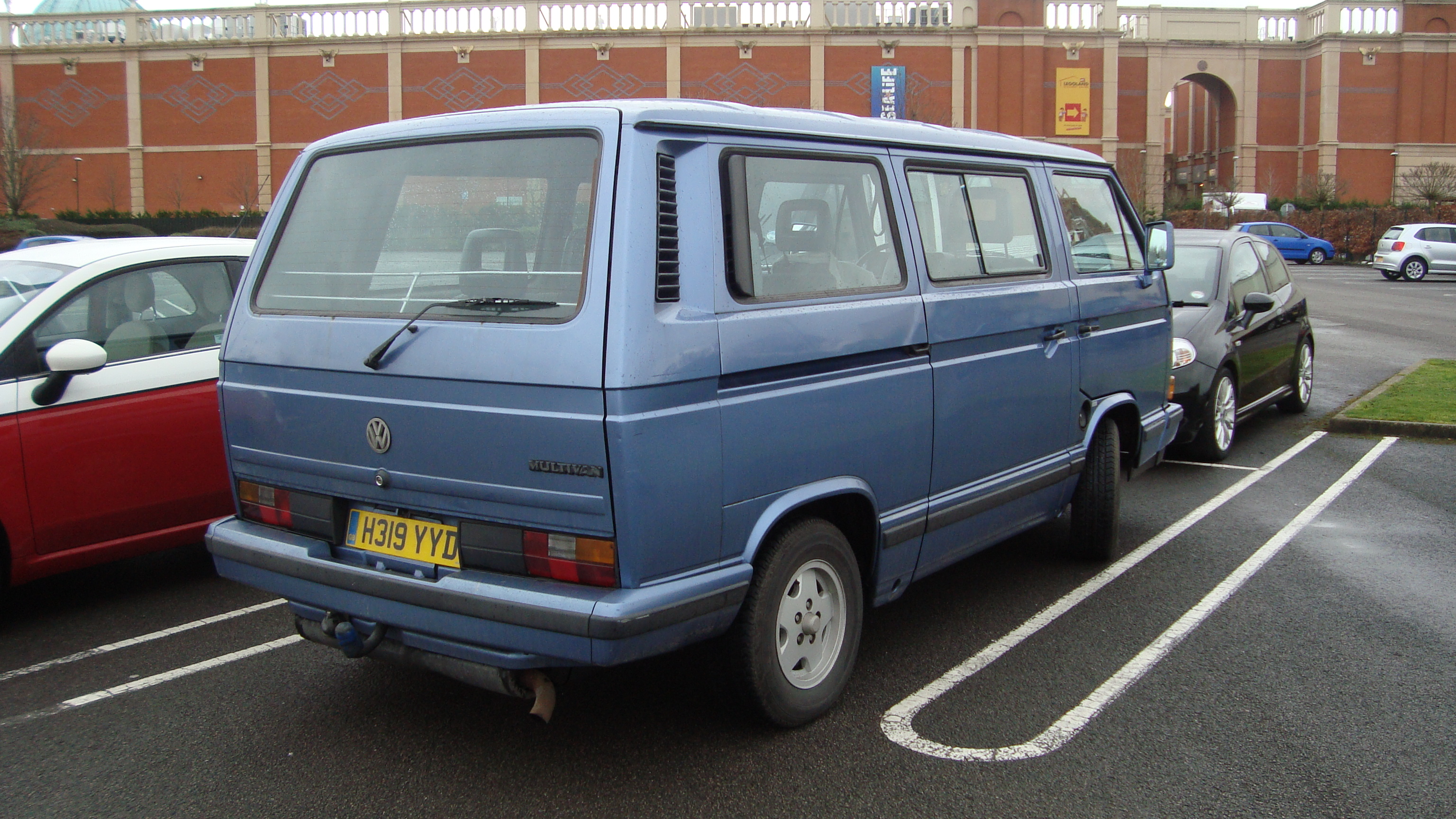
Volkswagen Type 2 (T3)[англ.]
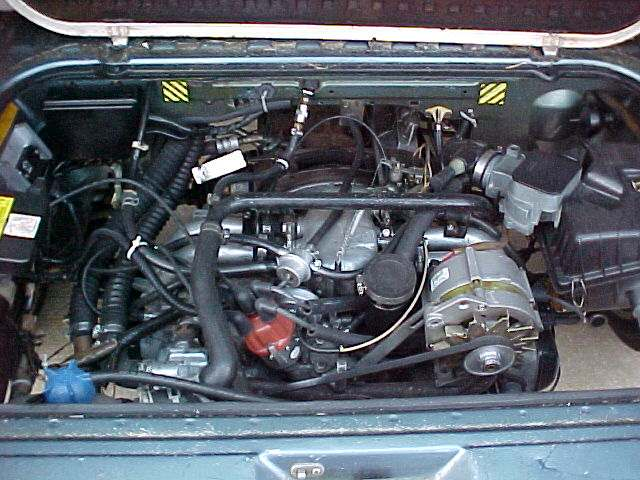
4-цилиндровый двигатель Wasserboxer[англ.] от Volkswagen, устанавливаемый на Volkswagen Type 2 (T3)
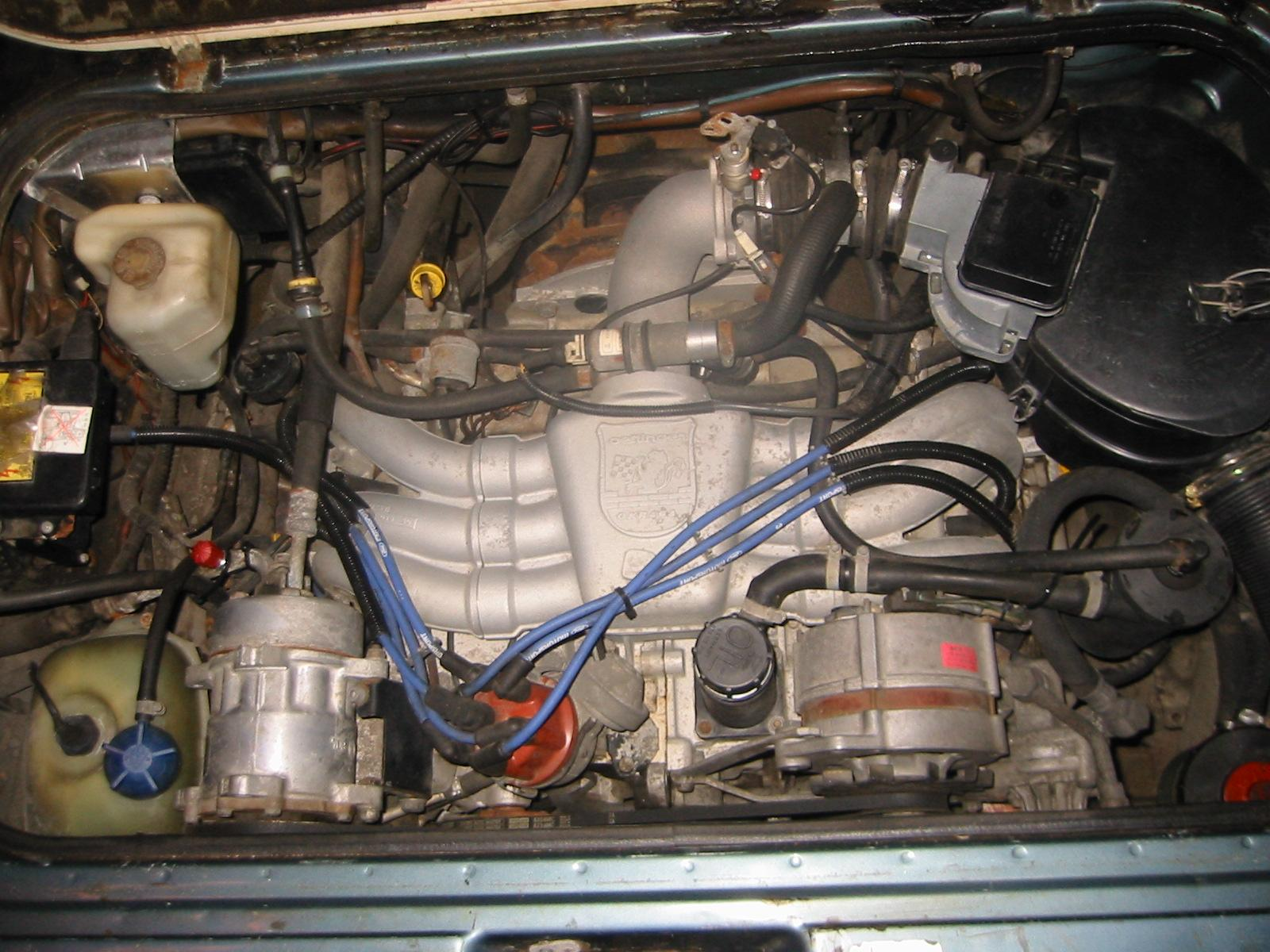
6-цилиндровый двигатель Oettinger WBX6, устанавливаемый a Volkswagen Type 2 (T3)
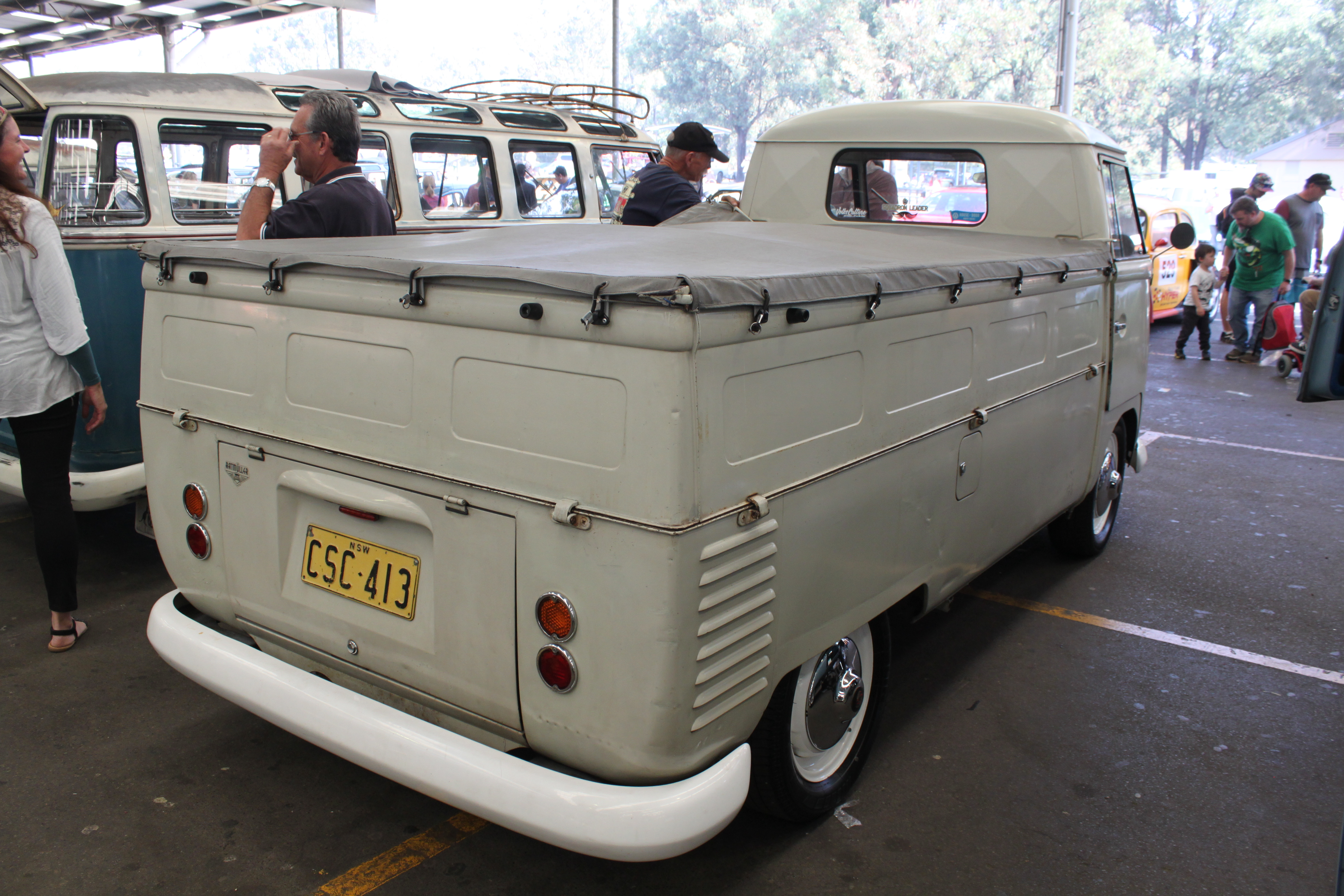
Volkswagen Type 2
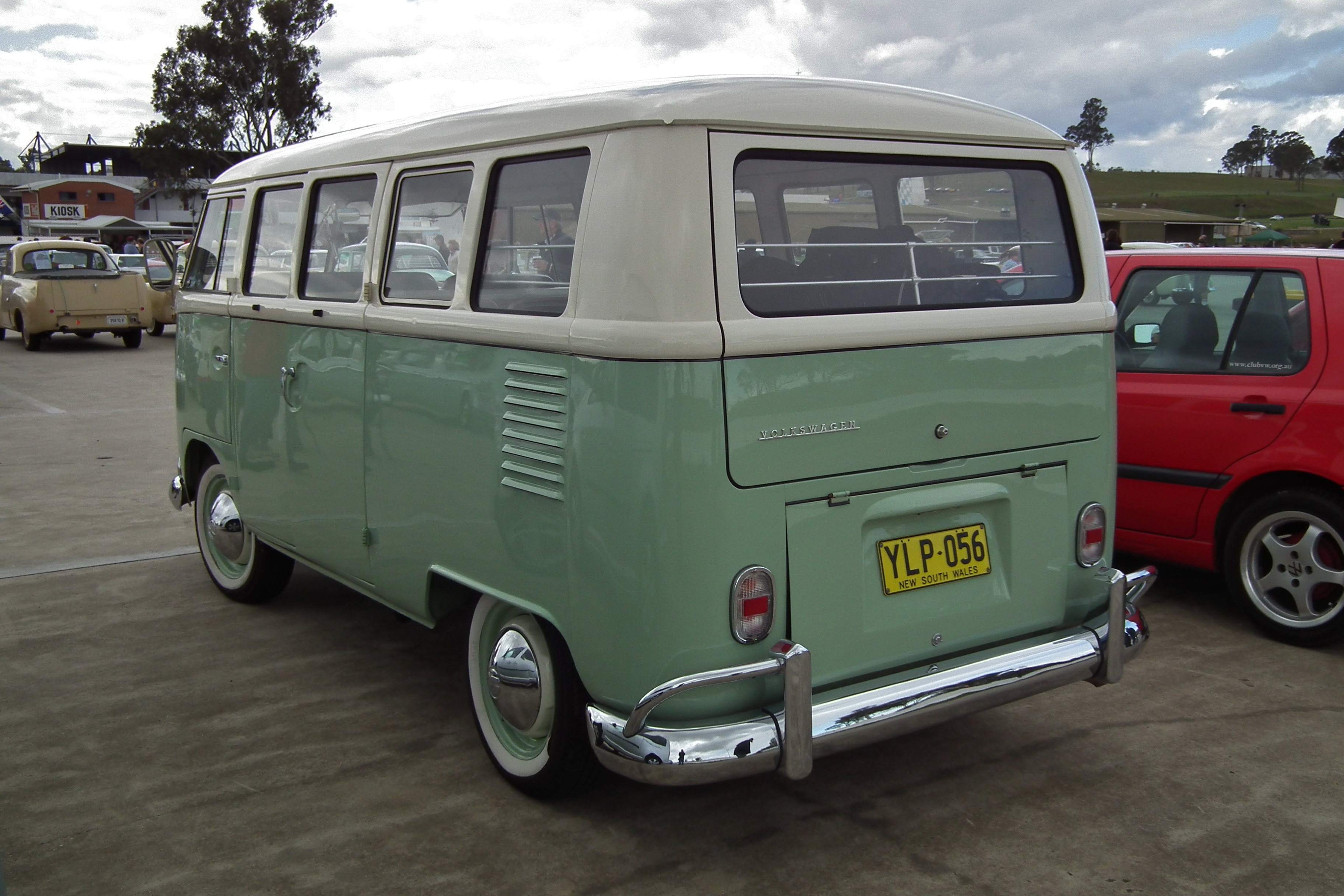
Volkswagen T1
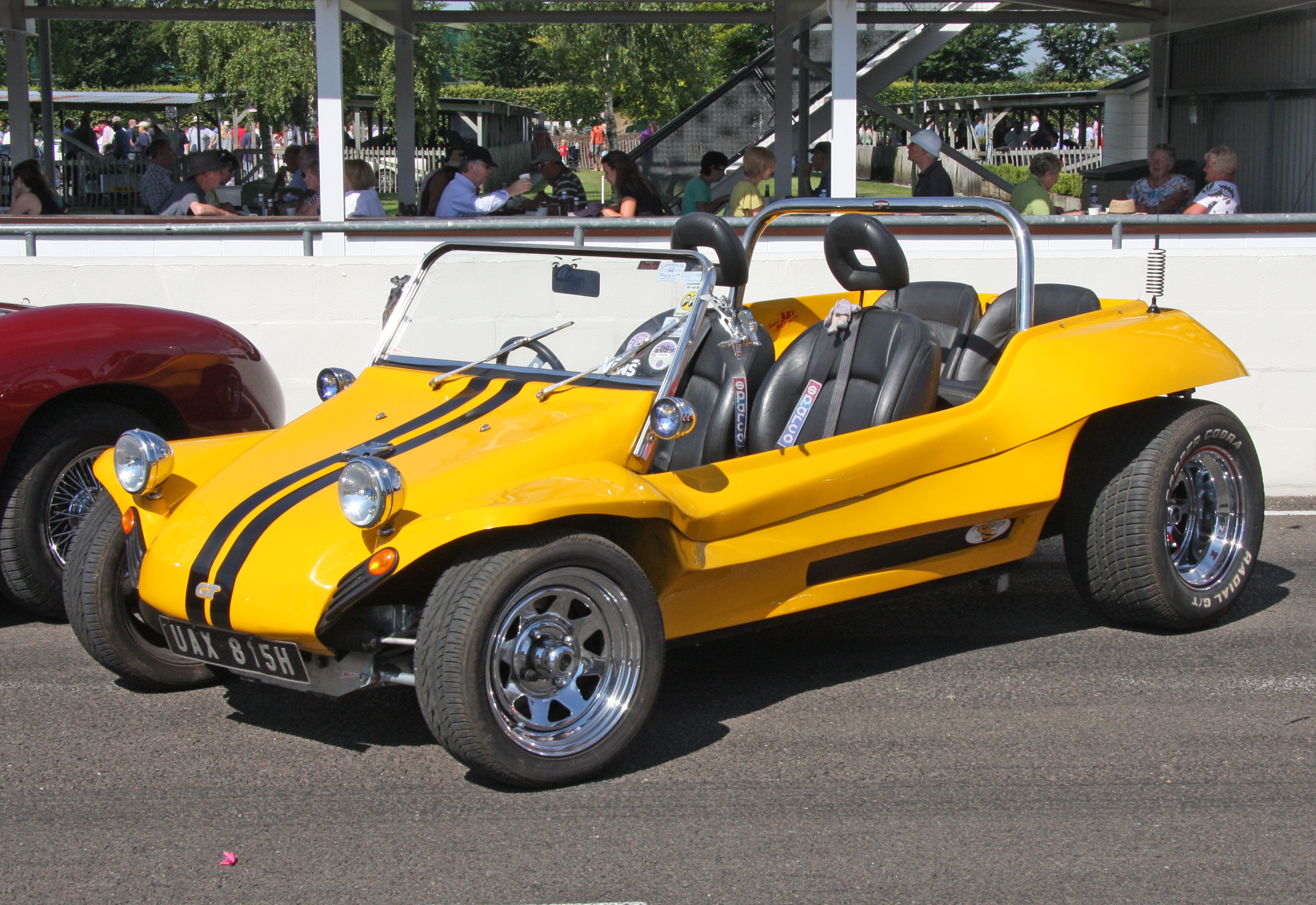
Meyers Manx[англ.] с двигателем VW, расположенным сзади
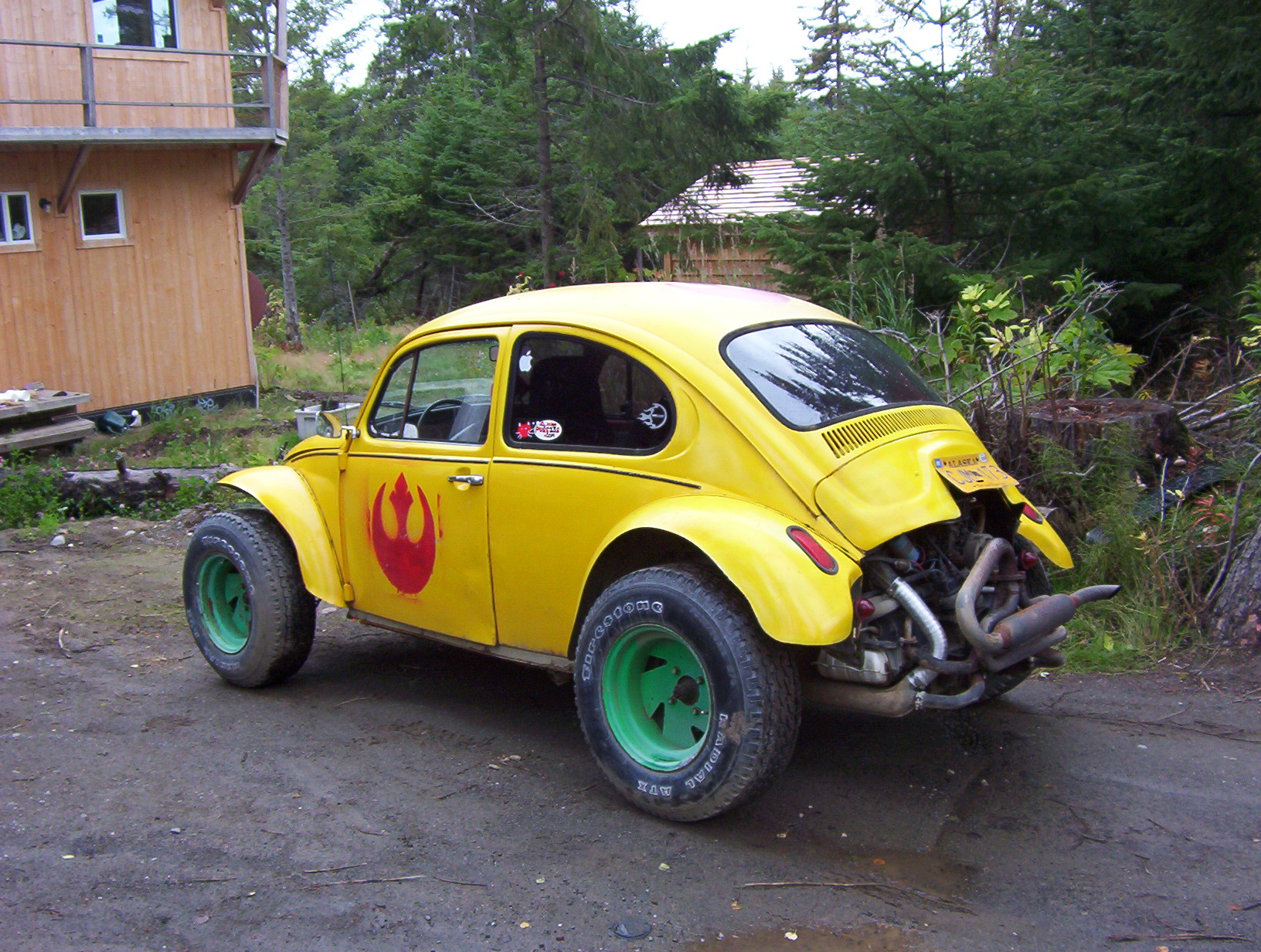
Baja Bug[англ.], модификация Volkswagen Beetle
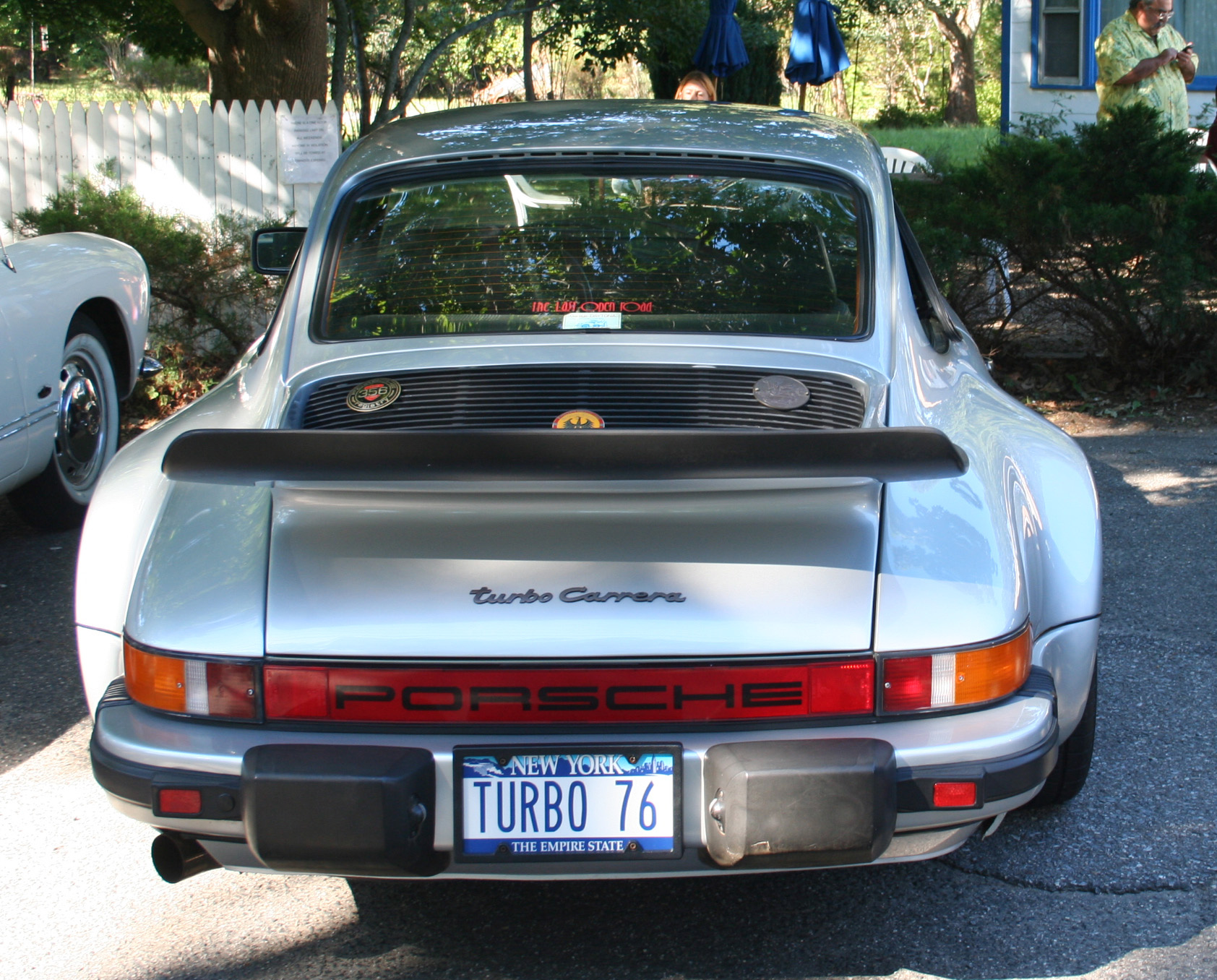
Porsche 930 Turbo Carrera американского производства
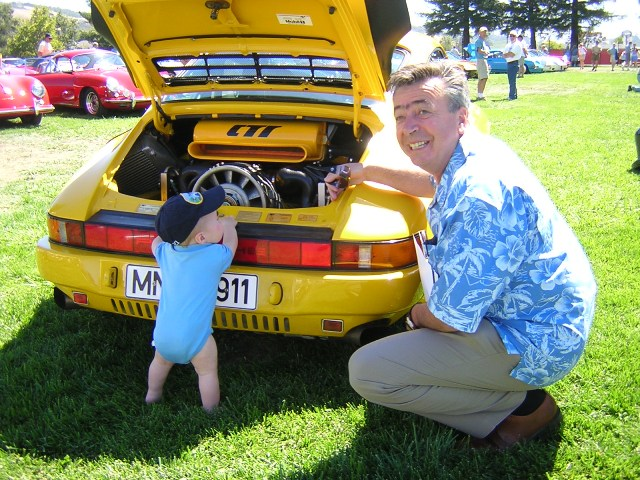
Открытый багажник Ruf CTR
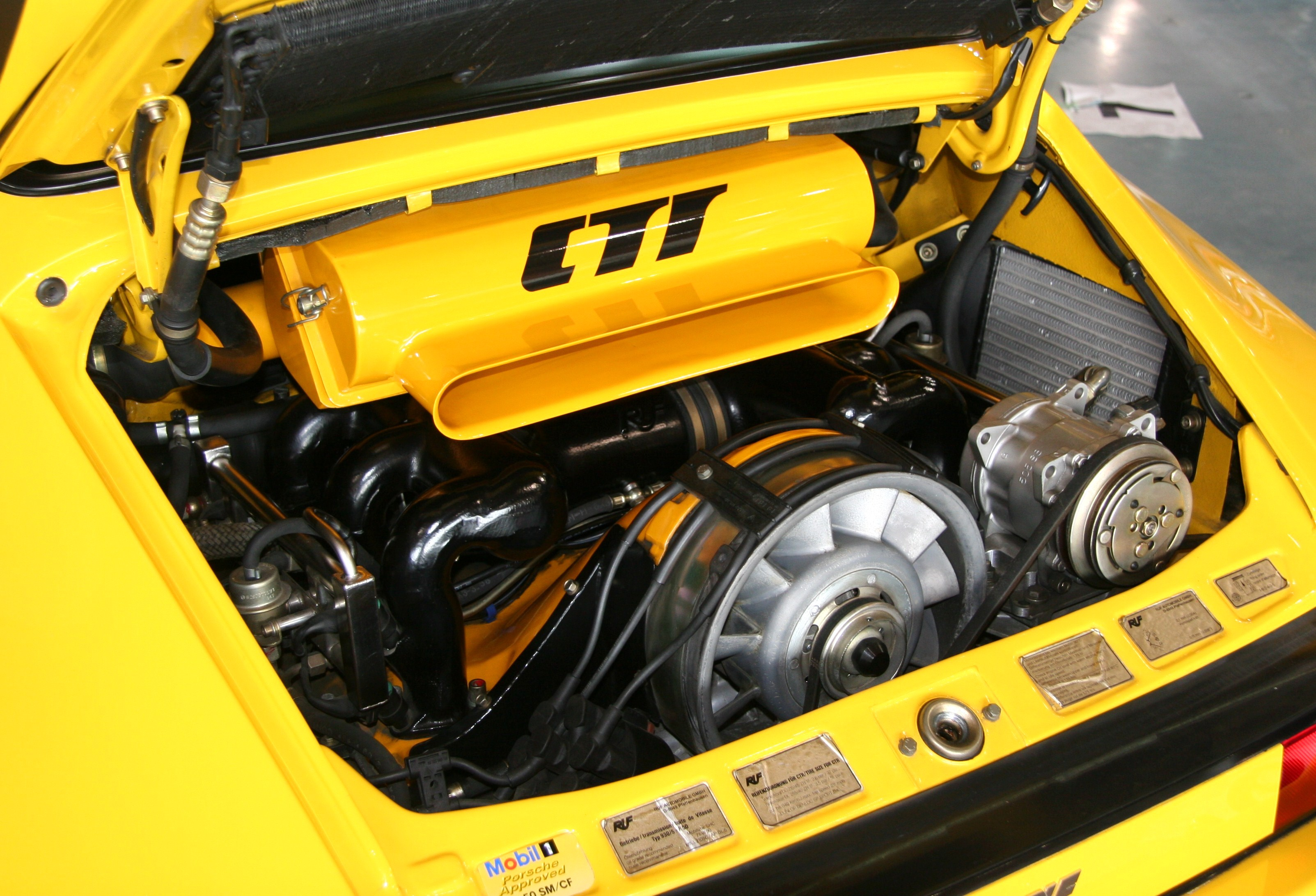
Ruf CTR Yellowbird rear powerplant.
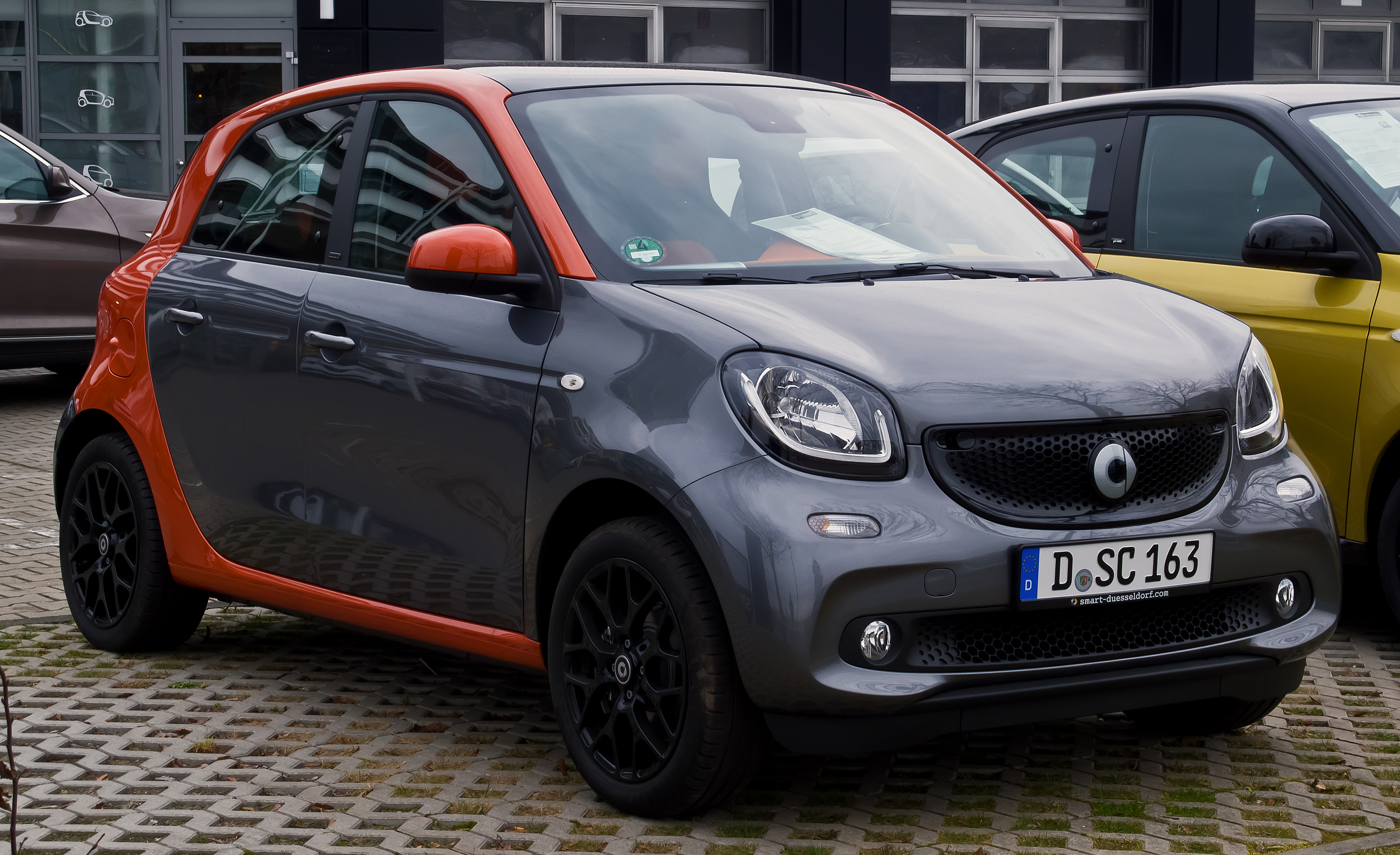
Smart Forfour второго поколения
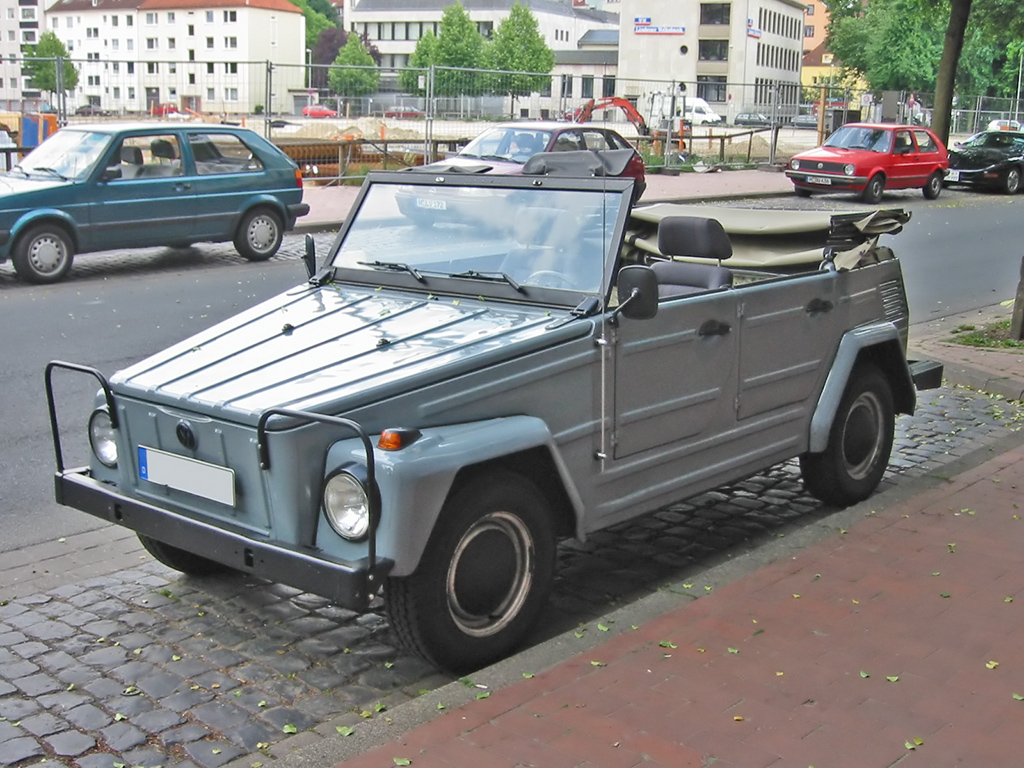
Volkswagen 181
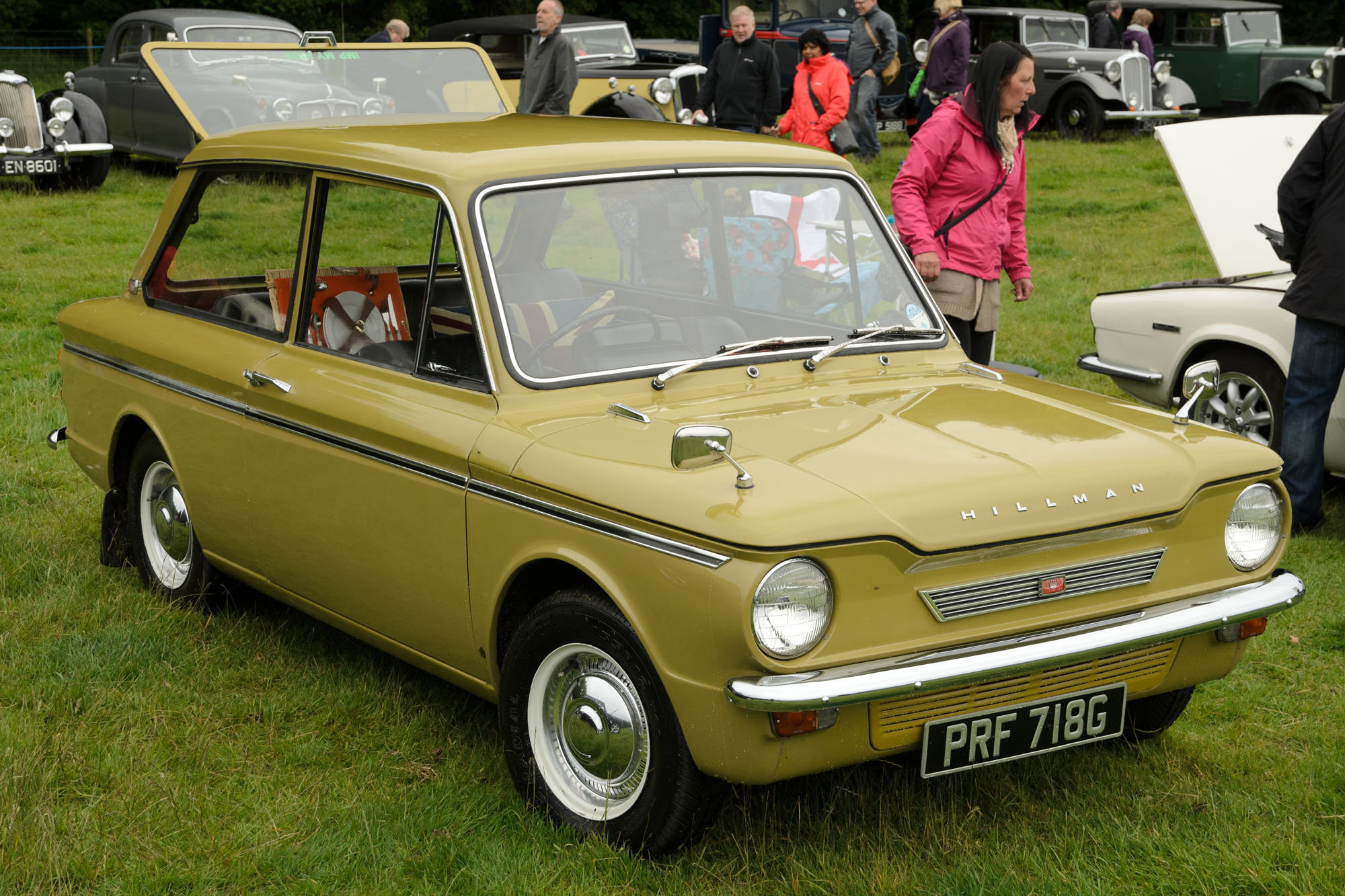
Hillman Imp[англ.]
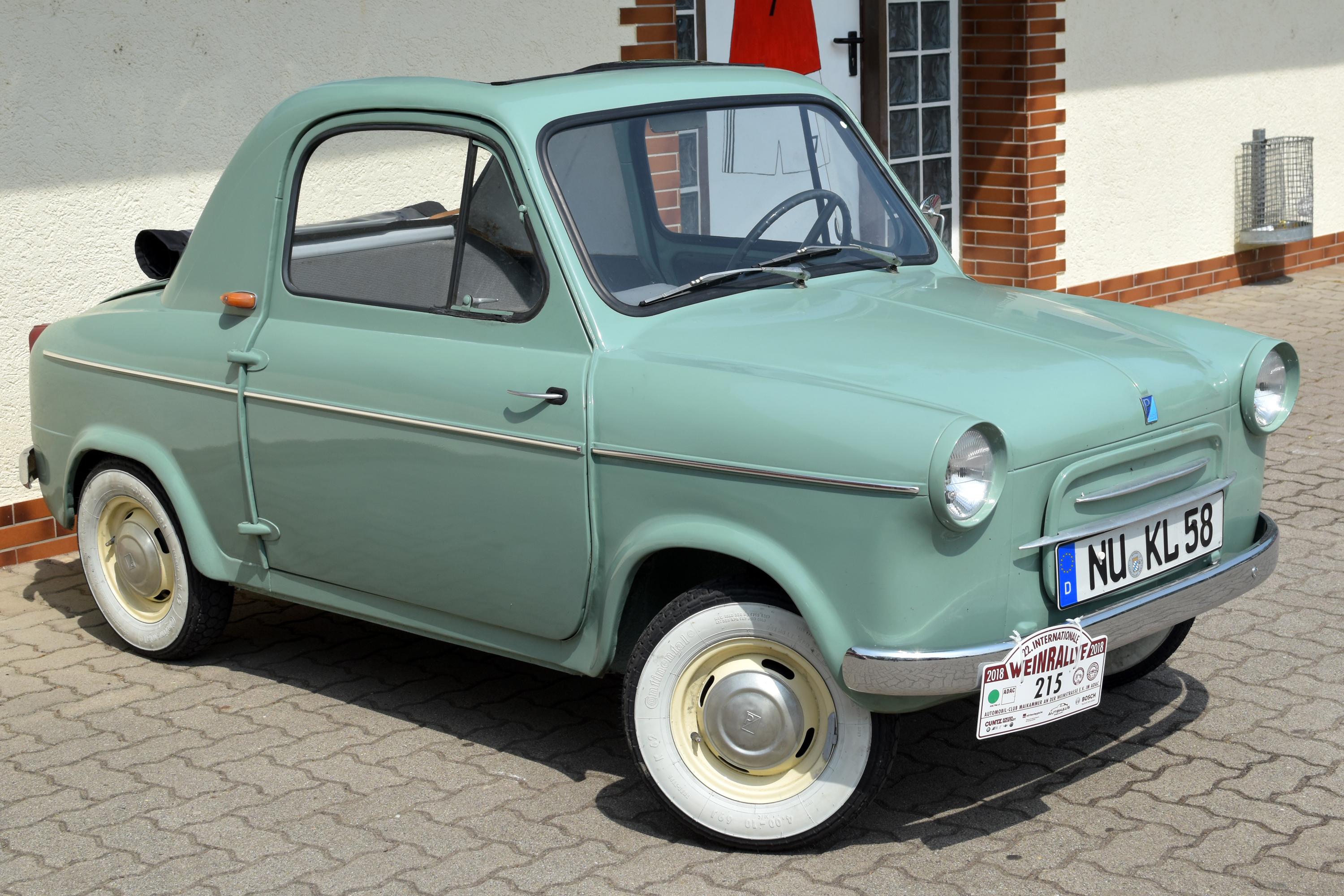
Vespa 400[англ.]
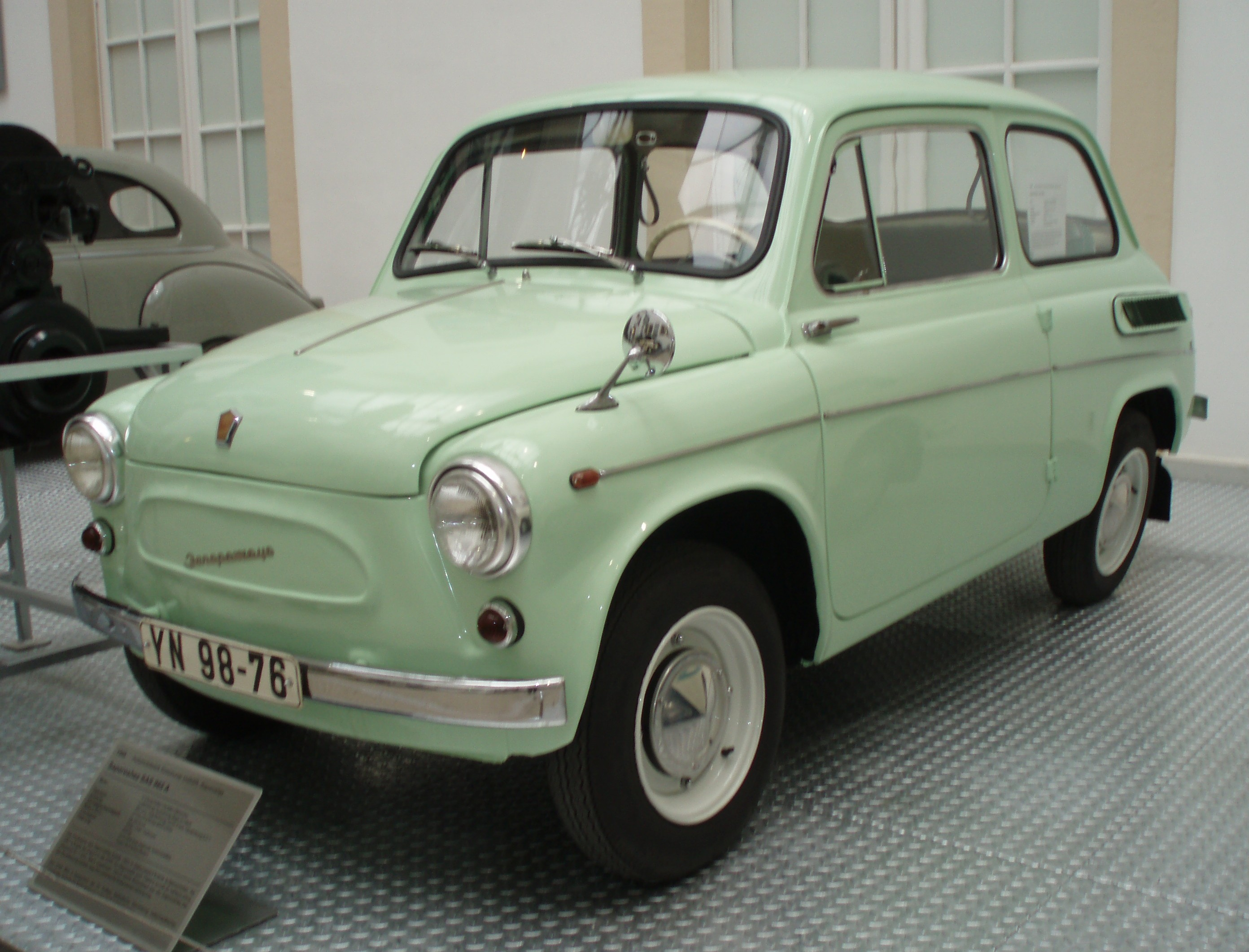
ЗАЗ-965АЭ (экспортная модель)
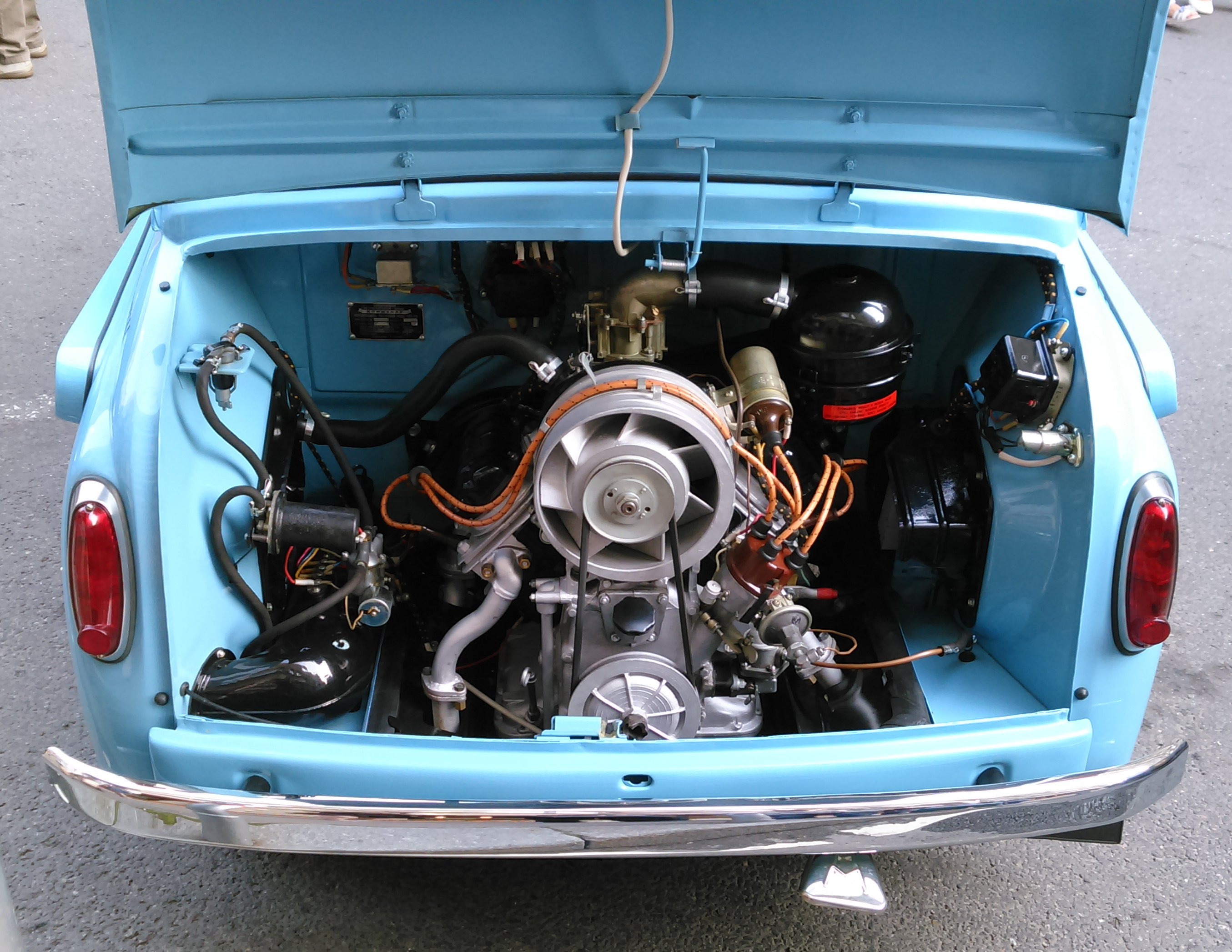
Двигатель ЗАЗ-965
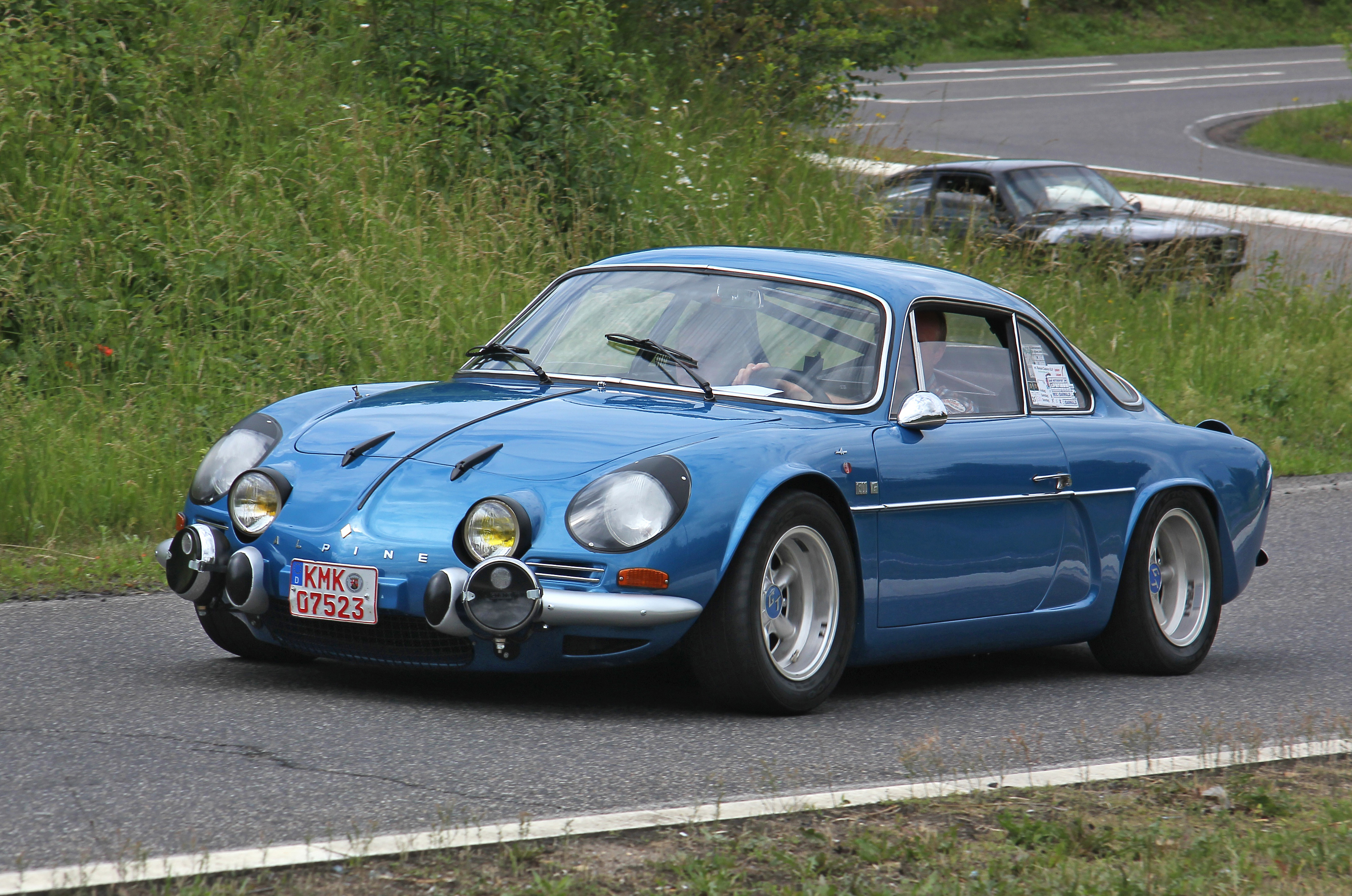
Alpine A110[англ.]
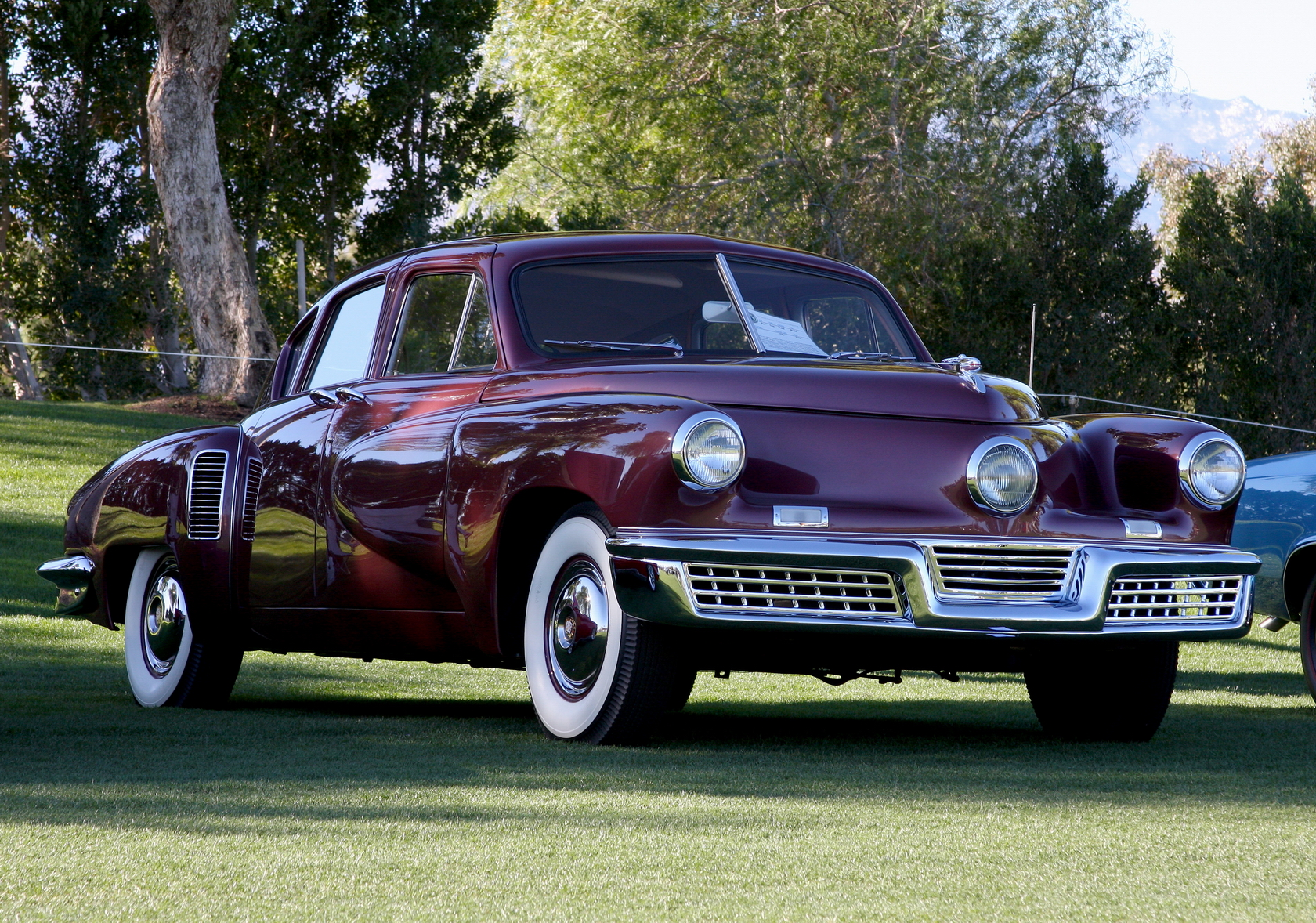
Tucker 48
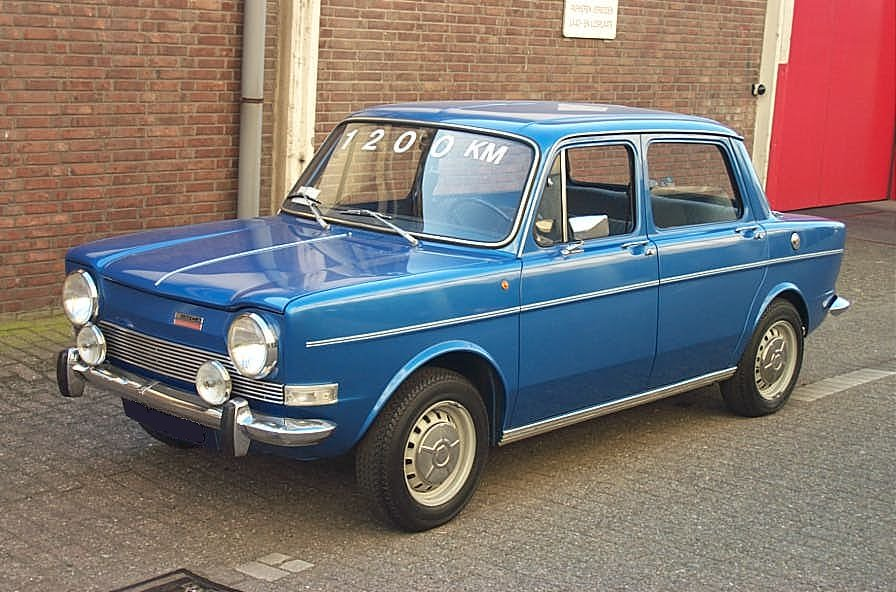
Simca 1000[англ.]
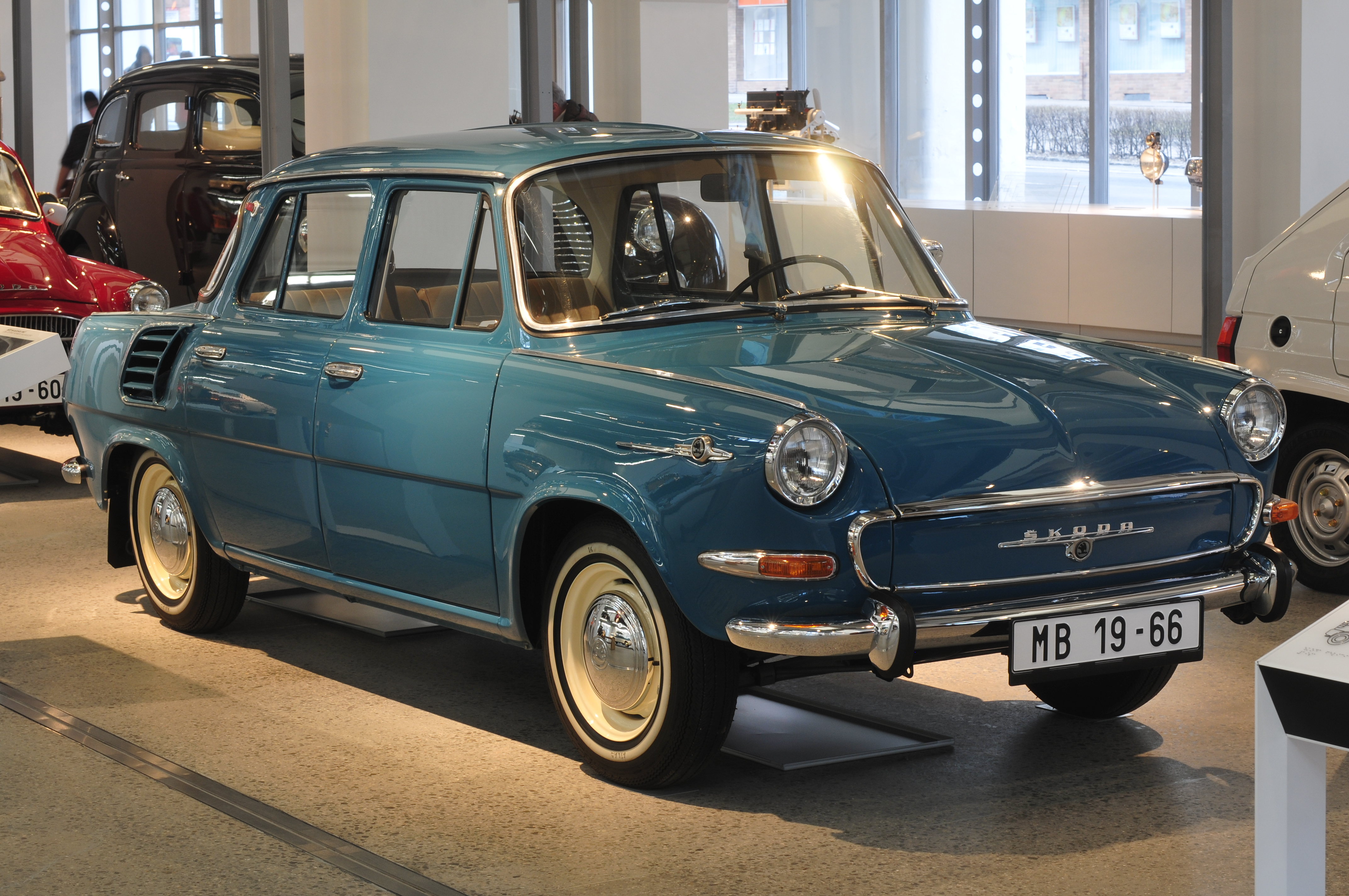
Škoda 1000 MB
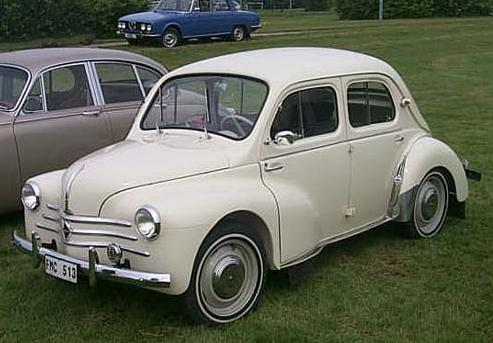
Renault 4CV
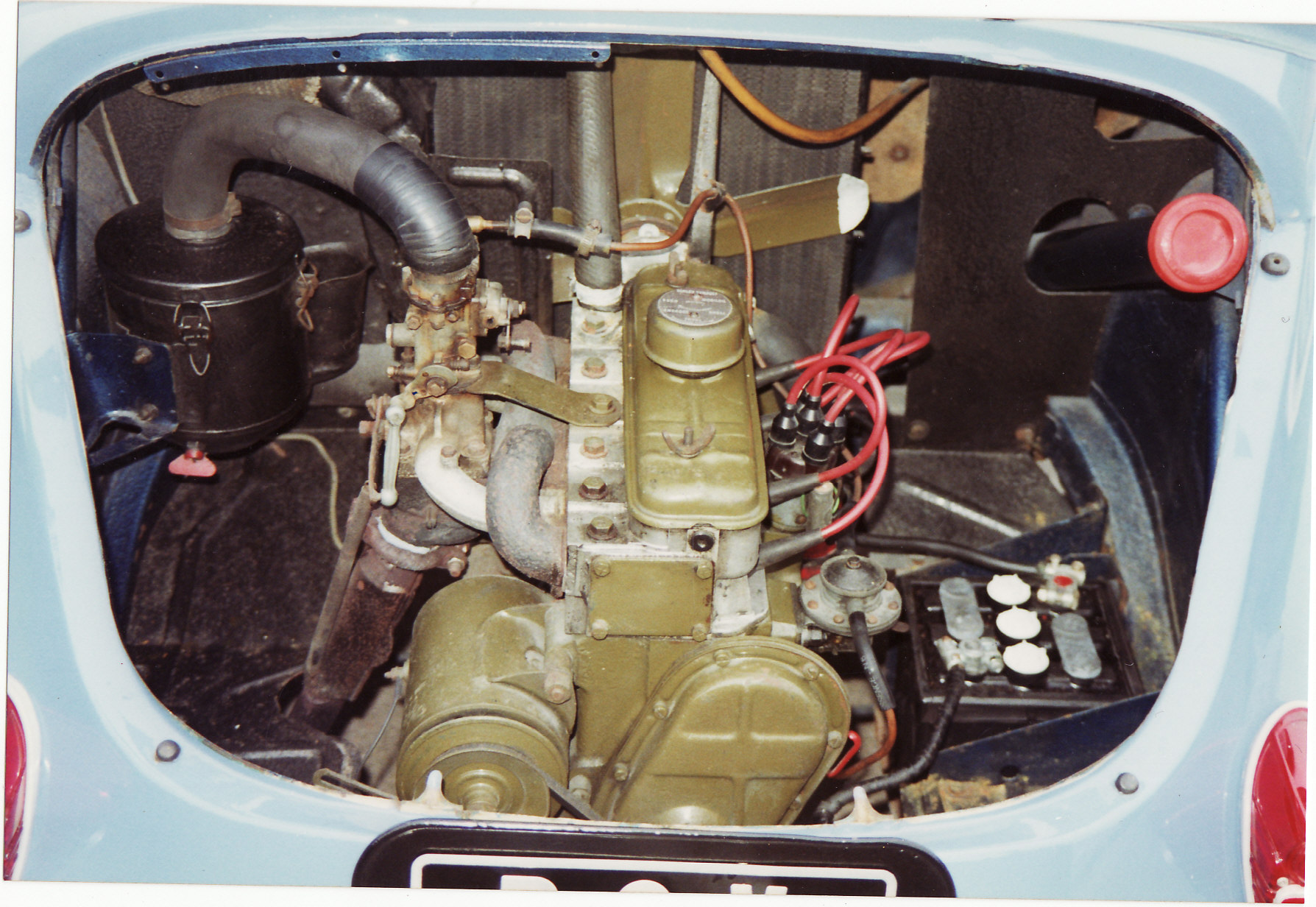
Горизонтально установленный двигатель Renault 4CV 1960 года выпуска (750 л.с.)
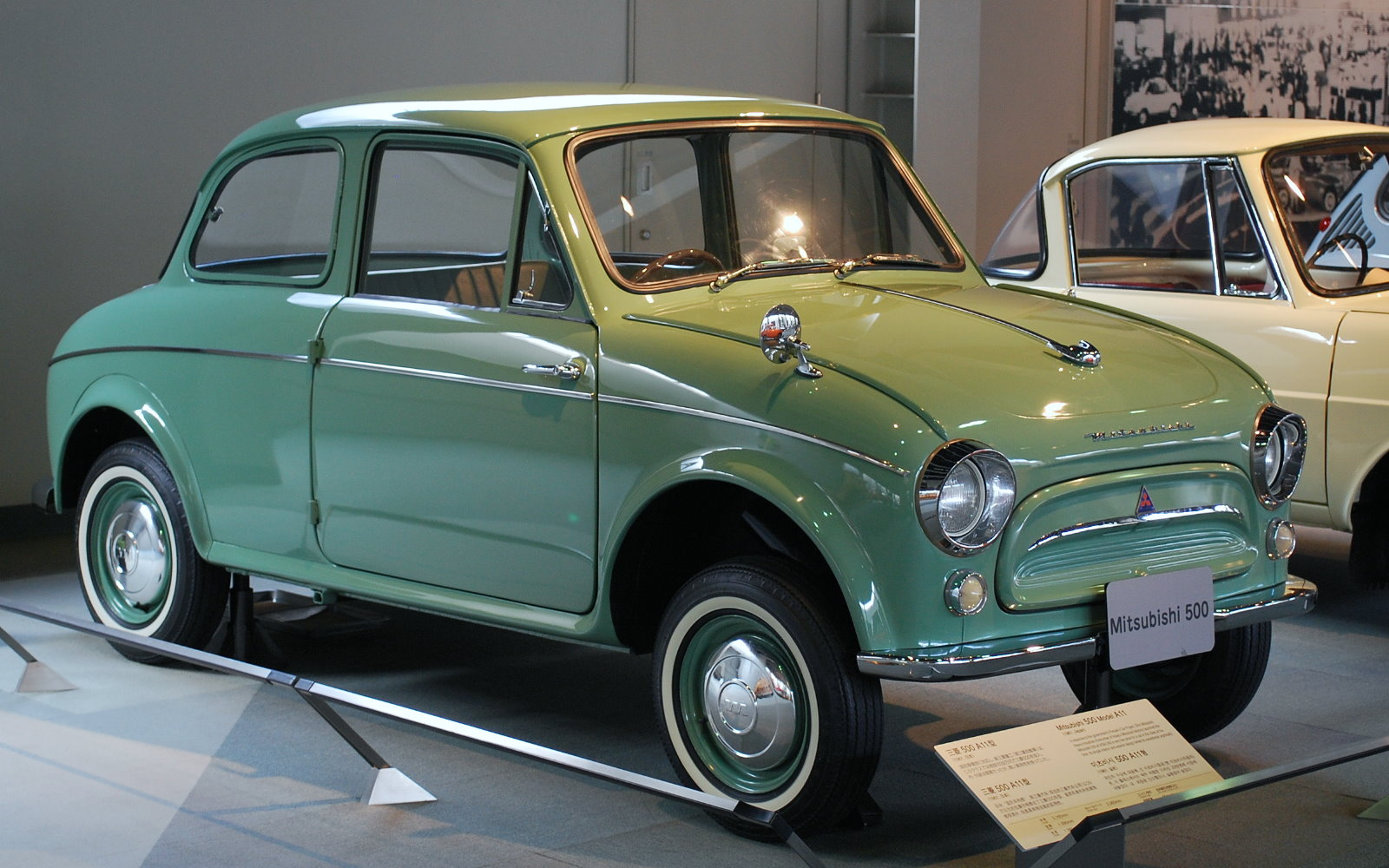
Mitsubishi 500
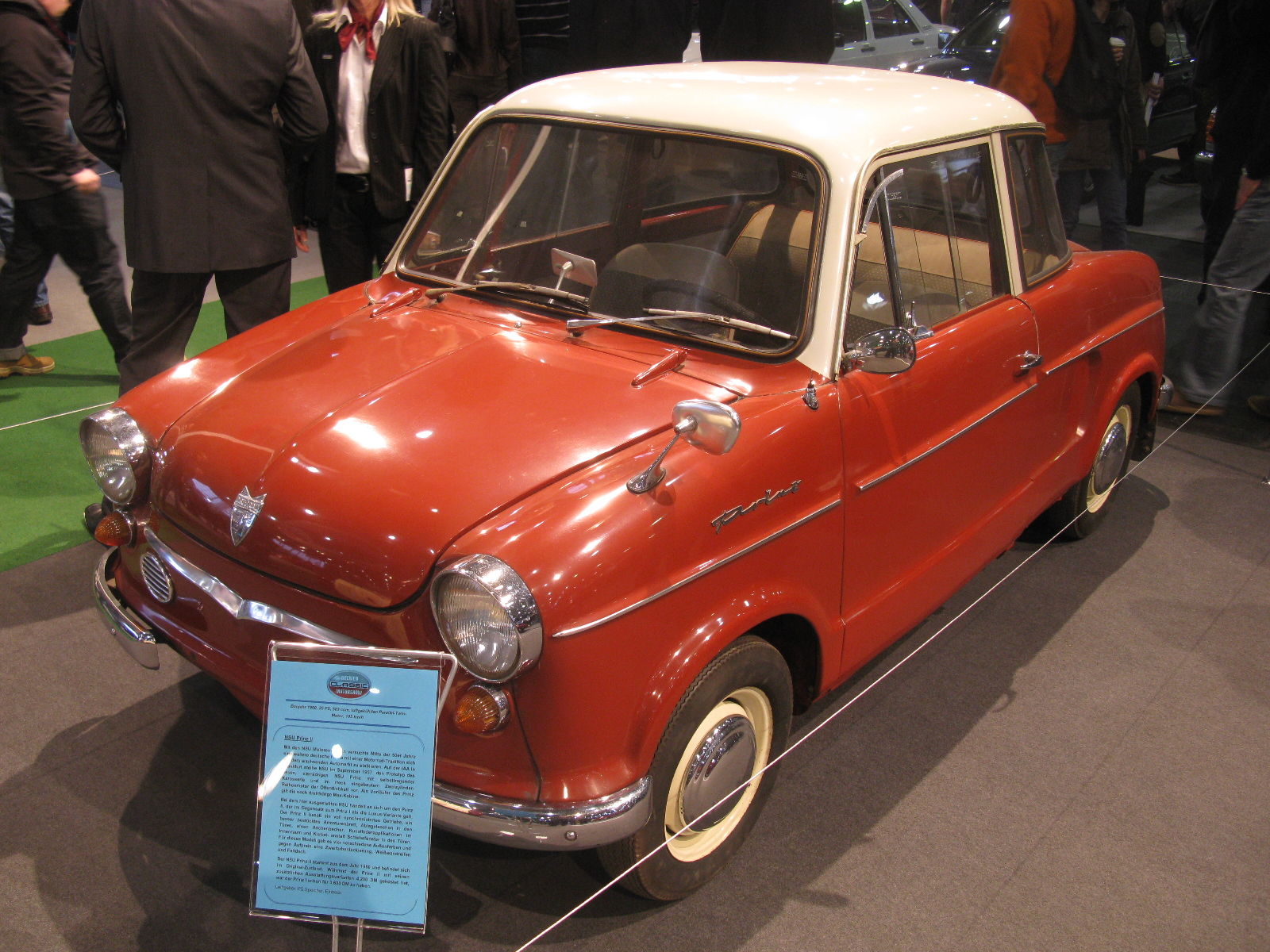
NSU Prinz 2
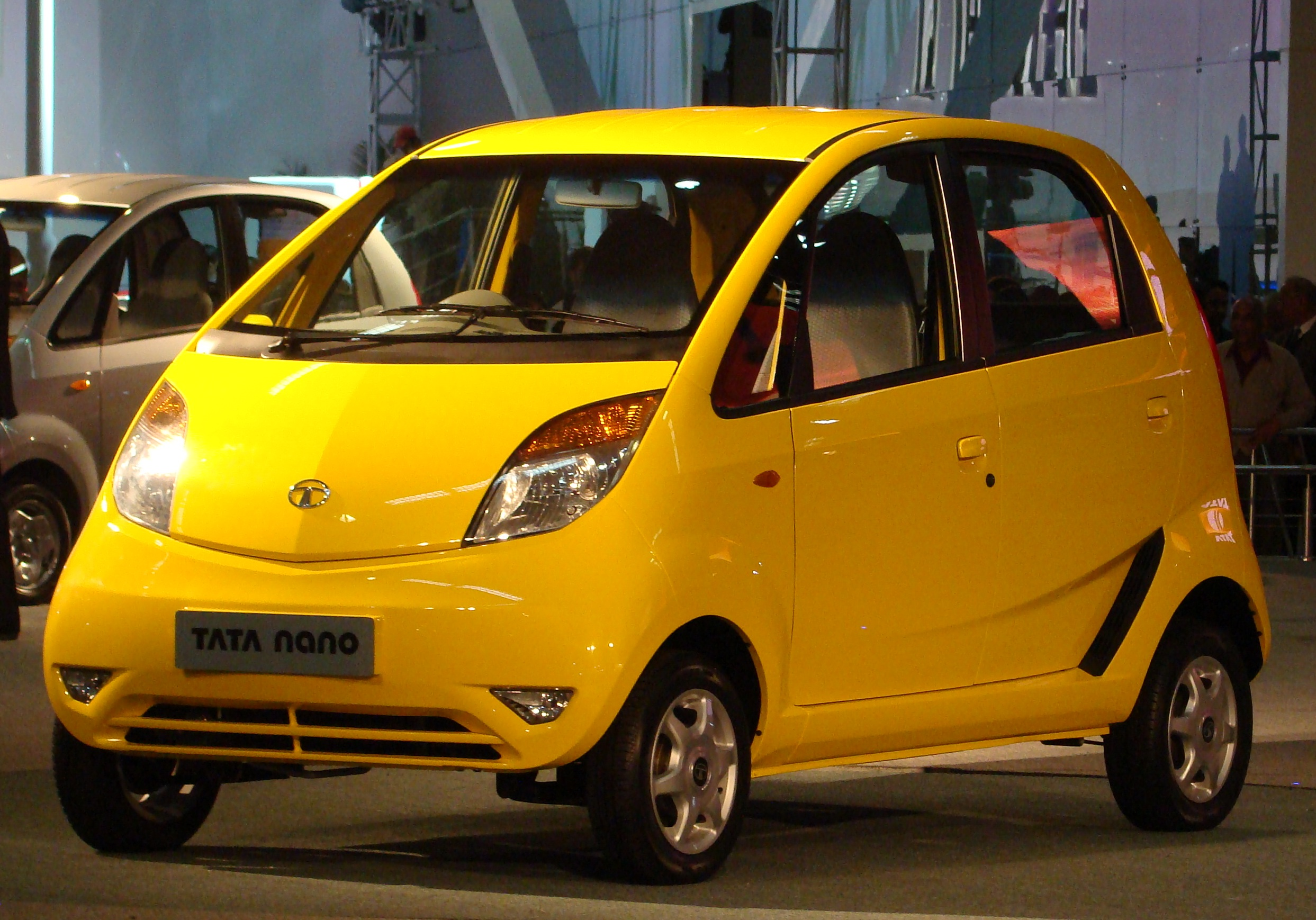
Tata Nano
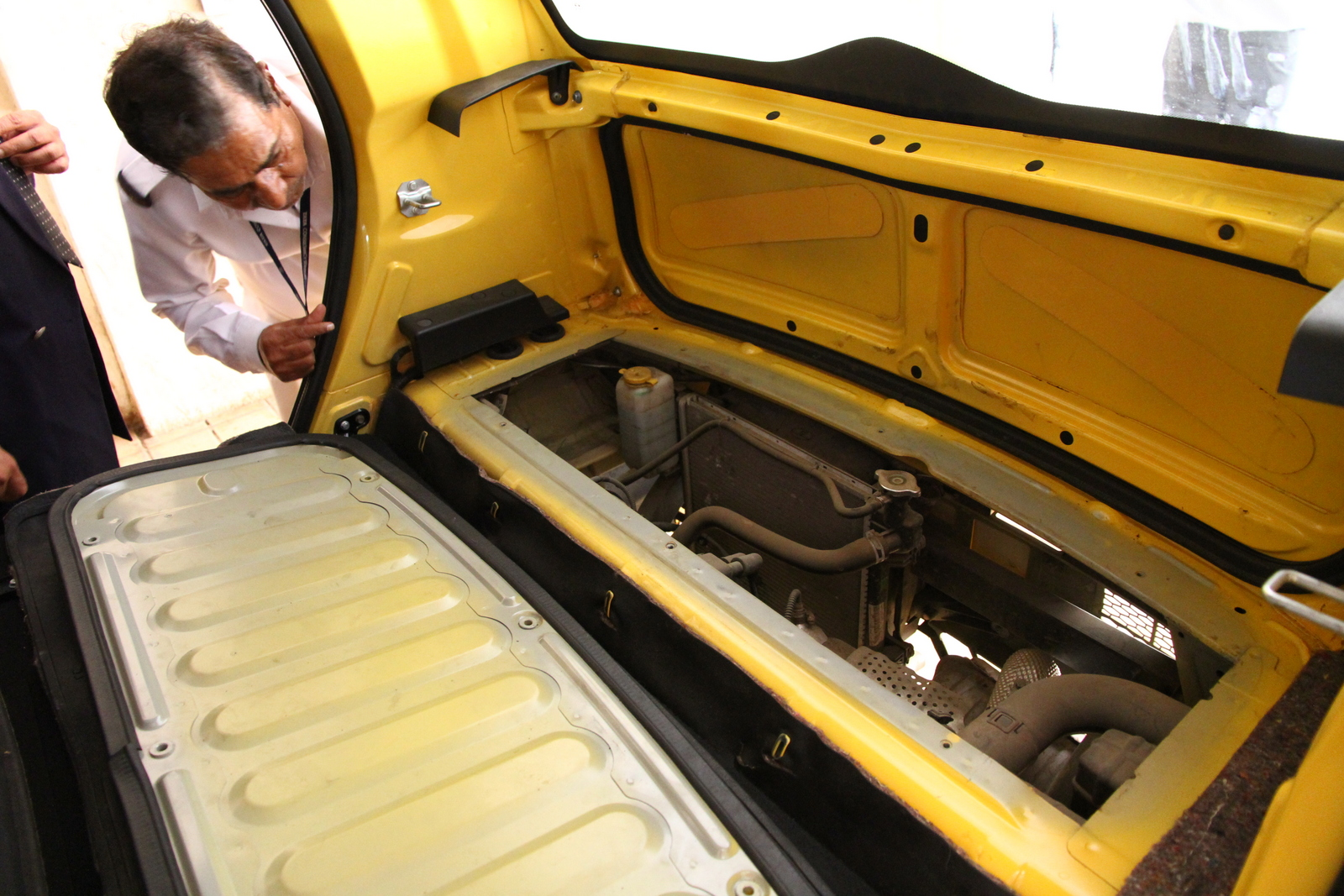
Двигатель Tata Nano
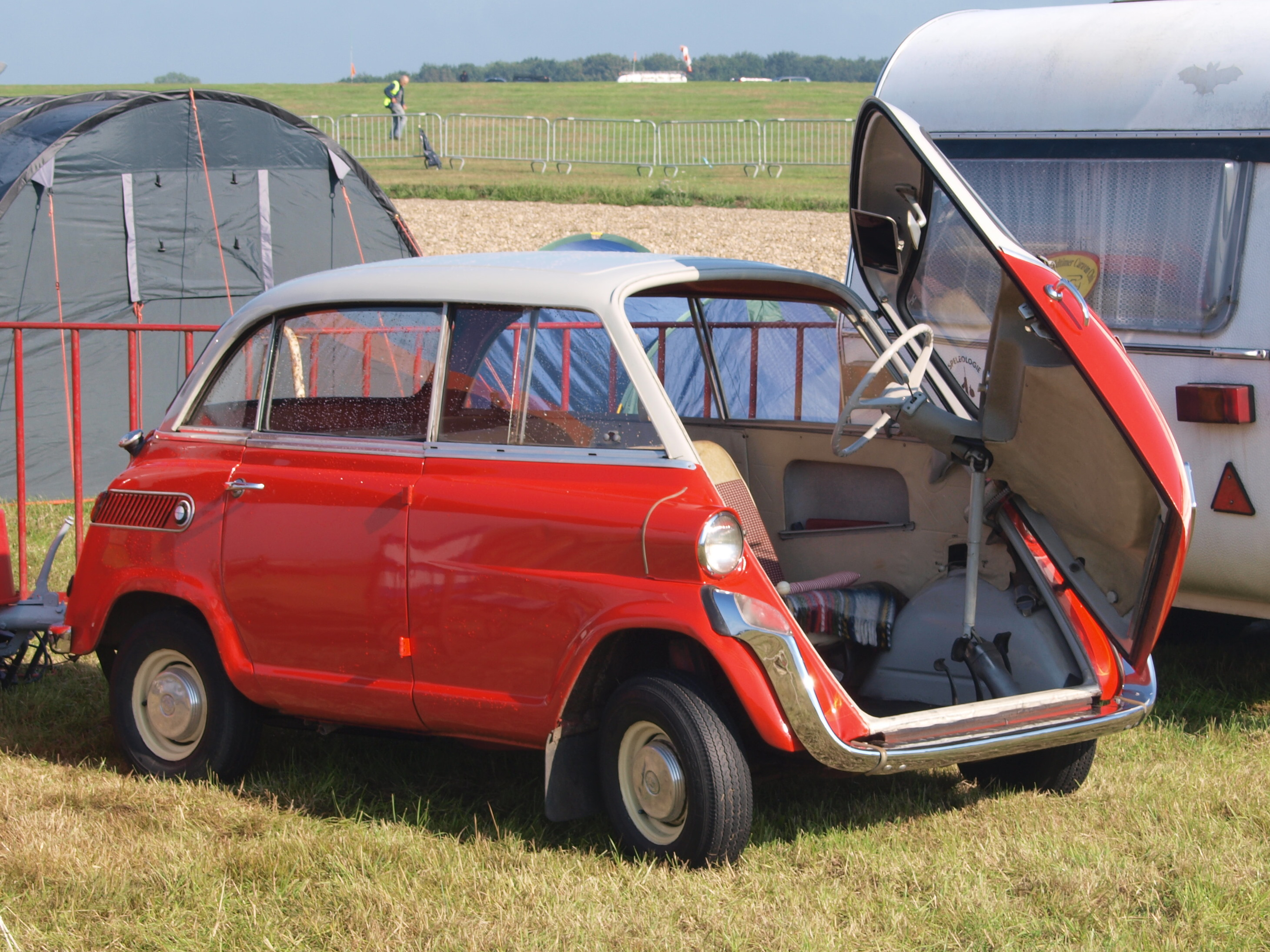
BMW 600
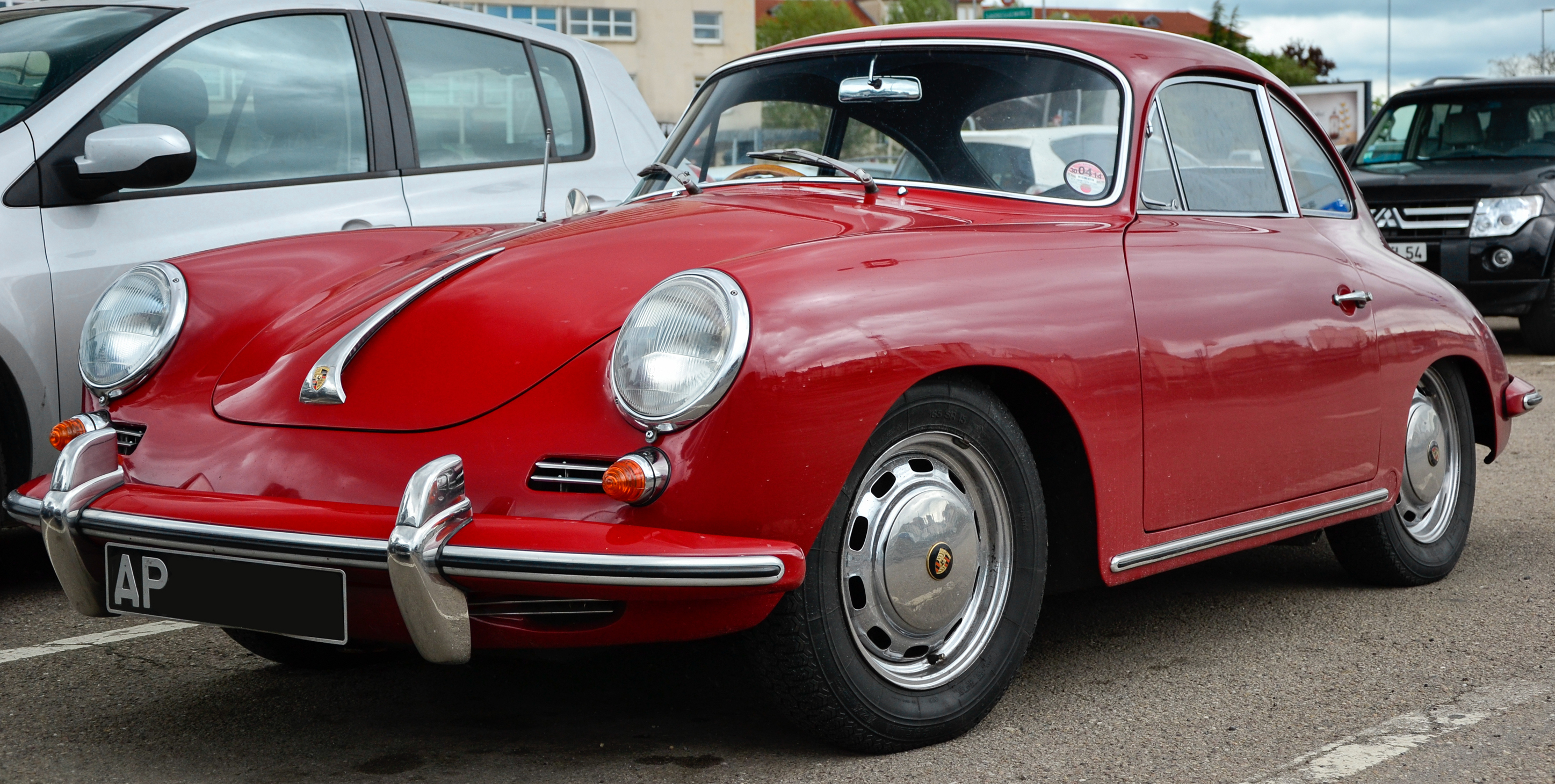
Porsche 356
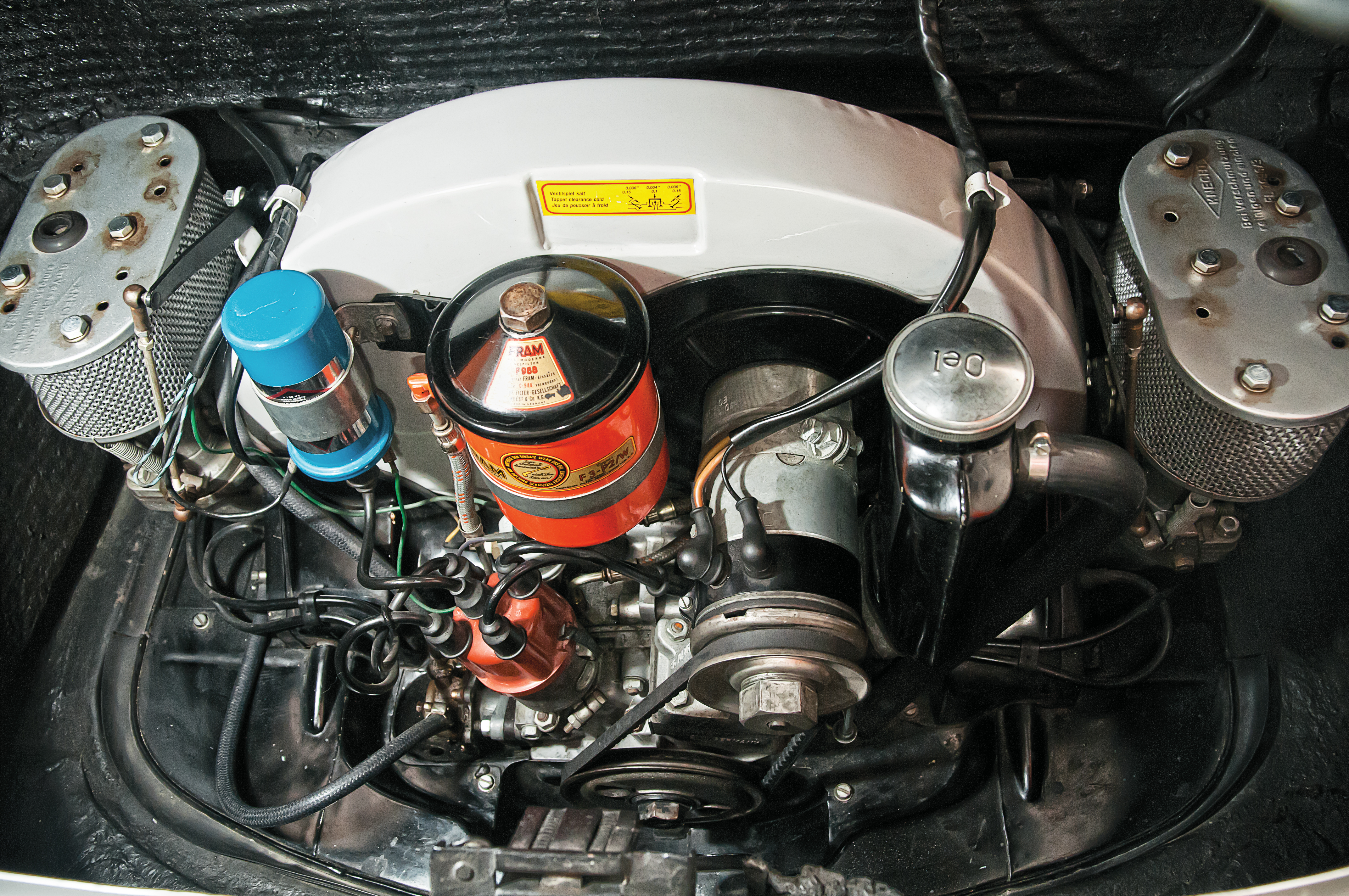
Двигатель Porsche 356
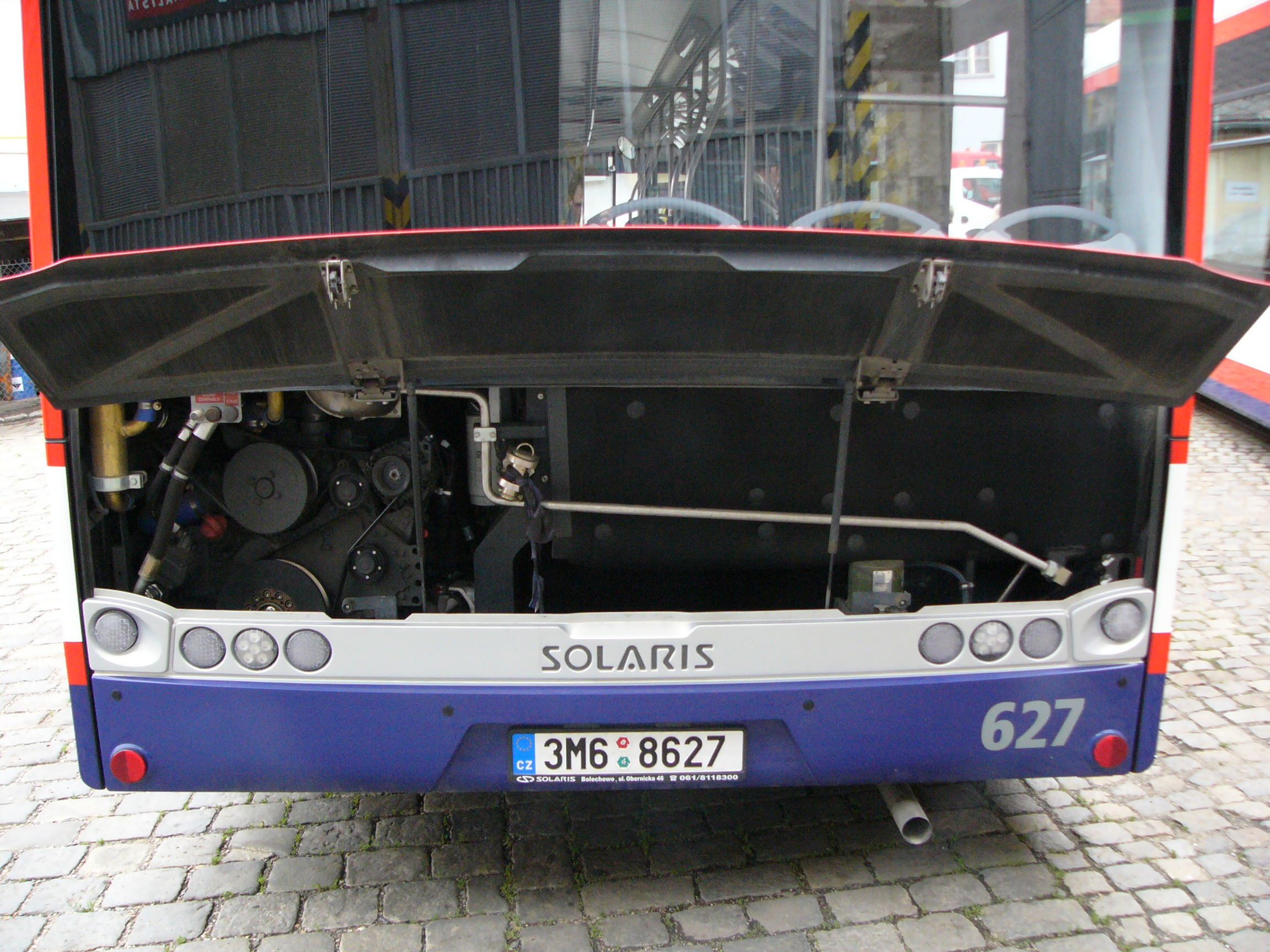
Автобус Solaris Urbino 12
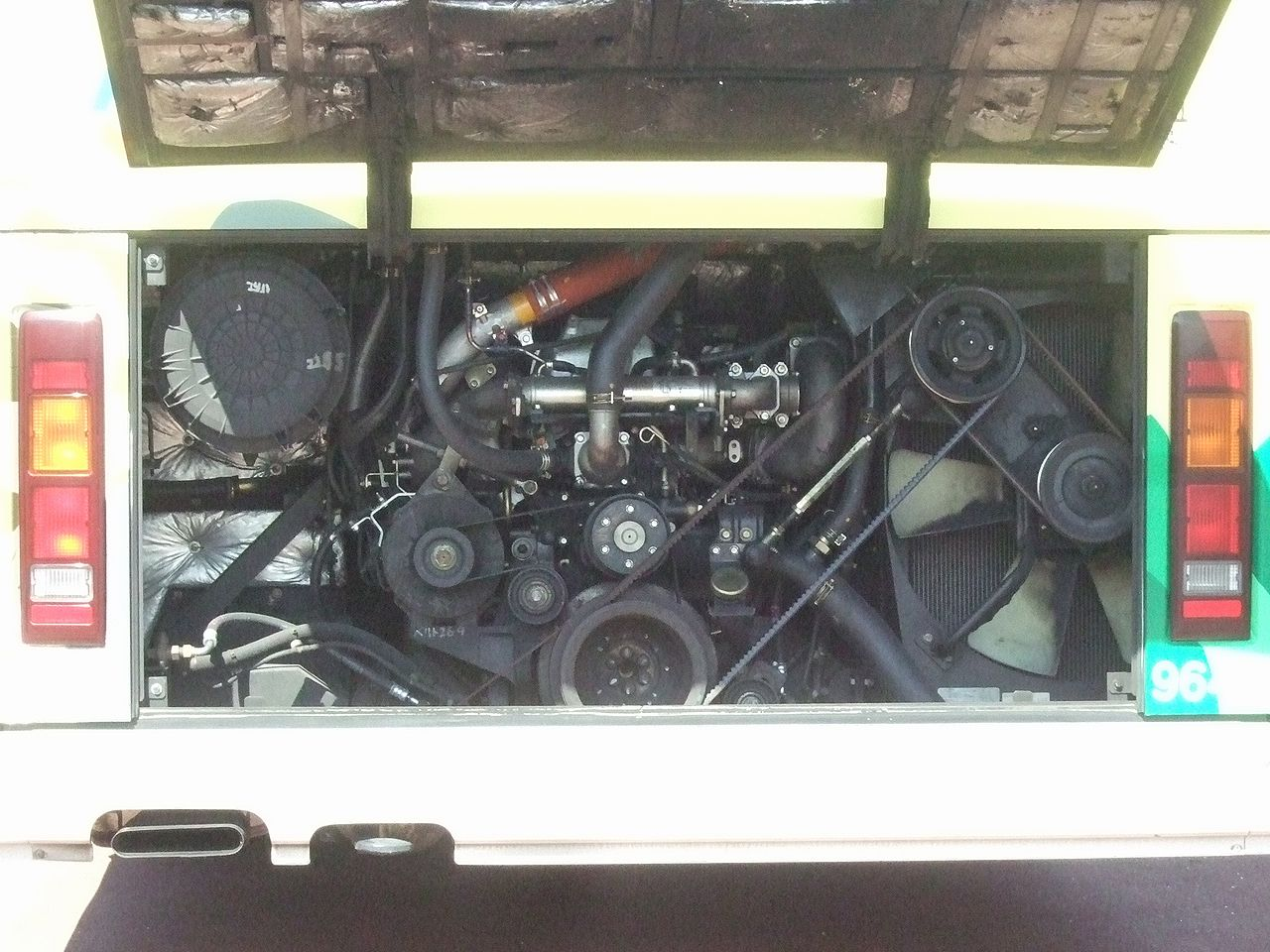
Двигатель автобуса Nishitetsu[англ.]
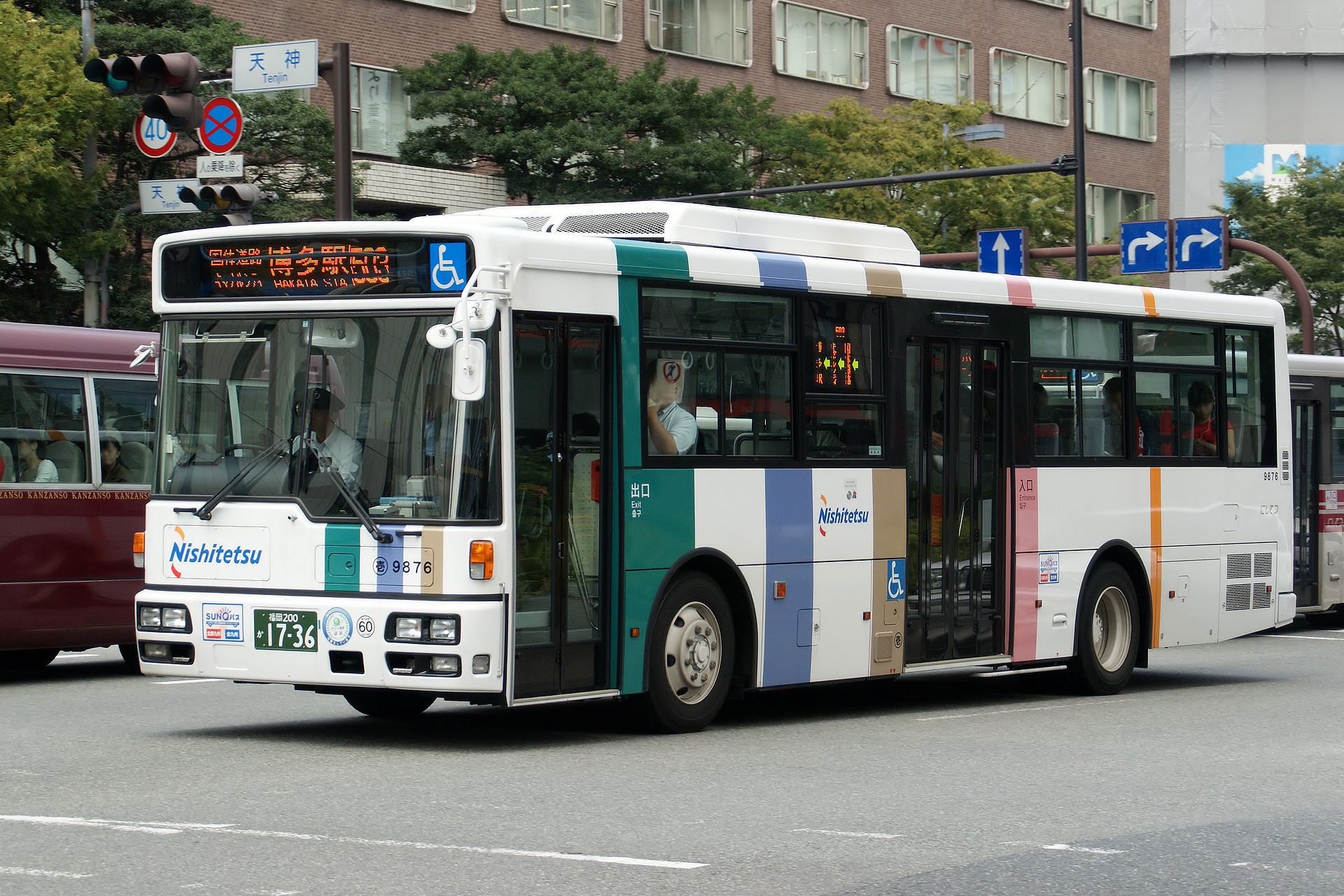
Автобус Nishitetsu
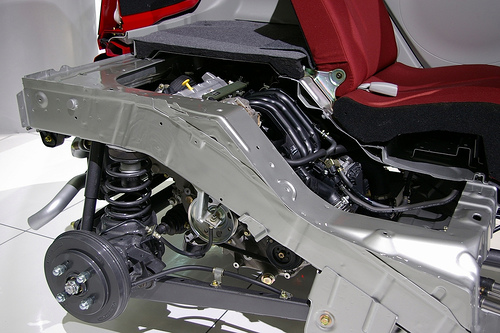
Двигатель Mitsubishi i
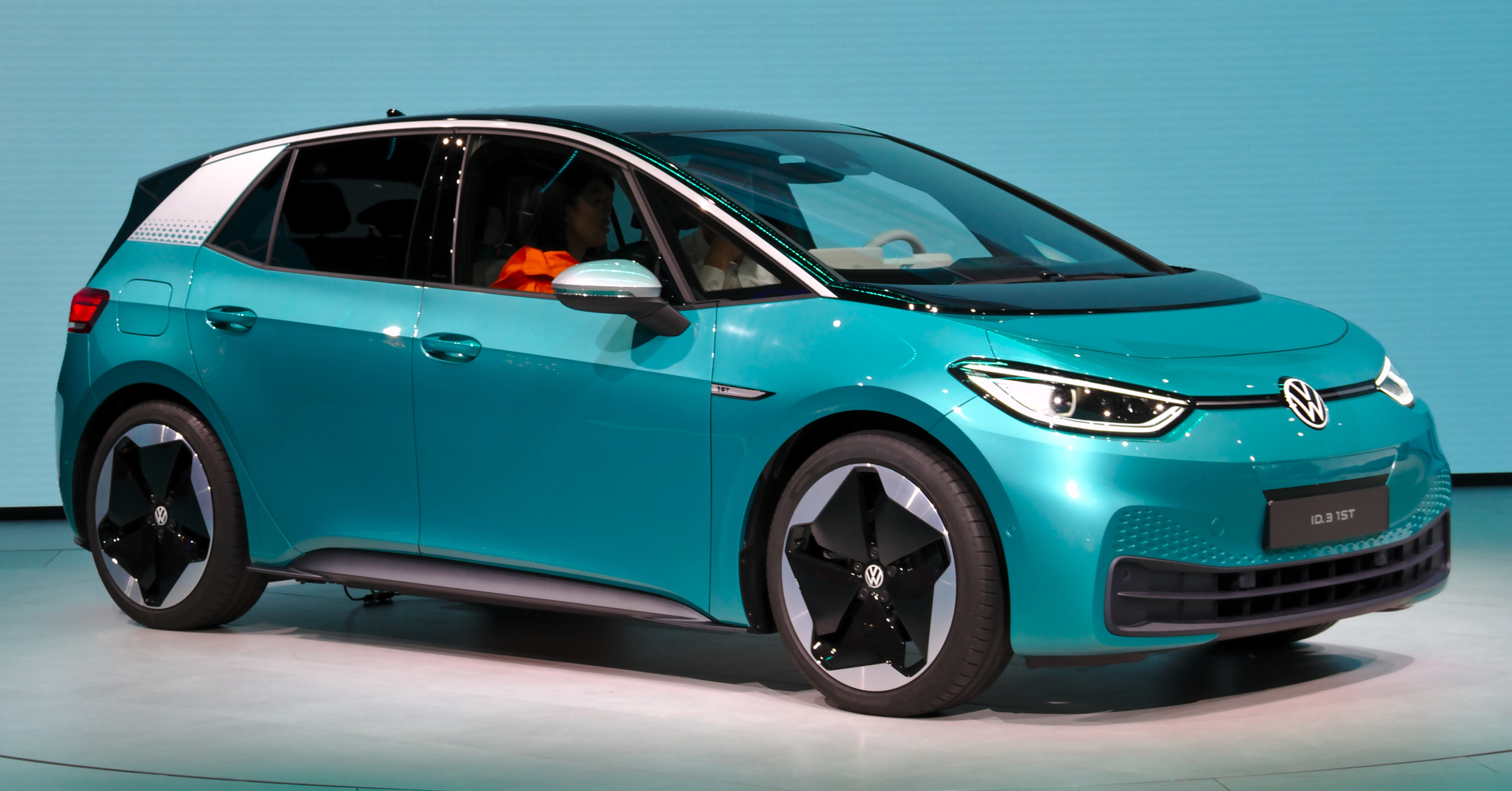
Volkswagen ID.3